# Канада на летних Олимпийских играх 2024
Канада на Олимпийских играх 2024 года в Париже была представлена 318 спортсменами (с учетом запасных, выступавших в соревнованиях) в 34 видах спорта.

## Медали
| Медаль  | Спортсмен(ы) | Вид спорта                  | Дисциплина                       | Дата       |
| ------- | --- | --------------------------- | -------------------------------- | ---------- |
| Золото  | Криста Дегучи | Дзюдо                       | До 57 кг                         | 29 июля    |
| Золото  | Саммер Макинтош | Плавание                    | 400 метров комплексным плаванием | 29 июля    |
| Золото  | Саммер Макинтош | Плавание                    | 200 метров баттерфляем           | 1 августа  |
| Золото  | Саммер Макинтош | Плавание                    | 200 метров комплексным плаванием | 3 августа  |
| Золото  | Итэн Кецберг | Лёгкая атлетика             | Метание молота                   | 4 августа  |
| Золото  | Кэмрин Роджерс | Лёгкая атлетика             | Метание молота                   | 6 августа  |
| Золото  | Аарон Браун Джером Блейк Брендон Родни Андре Де Грасс | Лёгкая атлетика             | Эстафета 4×100 метров            | 9 августа  |
| Золото  | Кэти Винсент | Гребля на байдарках и каноэ | Каноэ-одиночки, 200 метров       | 10 августа |
| Золото  | Филип Ким | Брейкинг                    | Би-бои                           | 10 августа |
| Серебро | Саммер Макинтош | Плавание                    | 400 метров вольным стилем        | 27 июля    |
| Серебро | Кэролайн Кроссли Оливия Эппс Алиша Корриган Азия Хоган-Рочестер Хлоя Дэниелс Черити Уильямс Флоренс Саймондс Карисса Норстен Крисси Скарфилд Фэнси Бермудес Пайпер Логан Кеяра Уордли Тэйлор Перри Шалайя Валенсуела | Регби-7                     | Женский турнир                   | 30 июля    |
| Серебро | Джошуа Льендо | Плавание                    | 100 метров баттерфляем           | 3 августа  |
| Серебро | Джессика Севик Кайли Филмер Майя Мешкулейт Кася Гручалла-Весерски Авалон Вейстенис Сидни Пейн Кристина Уокер Эбигейл Дент Кристен Кит                                                                                | Академическая гребля        | Восьмёрки                        | 3 августа  |
| Серебро | Мод Шаррон | Тяжёлая атлетика            | До 59 кг                         | 8 августа  |
| Серебро | Мелисса Хумана-Паредес Бренди Уилкерсон | Пляжный волейбол            | Женский турнир                   | 9 августа  |
| Серебро | Марко Ароп | Лёгкая атлетика             | Бег на 800 метров                | 10 августа |
| Бронза  | Элеанор Харви | Фехтование                  | Рапира                           | 28 июля    |
| Бронза  | Райлан Винс Натан Жомбор-Маррей | Прыжки в воду               | Синхронная вышка, 10 метров      | 29 июля    |
| Бронза  | Илья Харун | Плавание                    | 200 метров баттерфляем           | 31 июля    |
| Бронза  | Кайли Масс | Плавание                    | 200 метров брассом               | 2 августа  |
| Бронза  | Софиан Мето | Прыжки на батуте            | Женский турнир                   | 2 августа  |
| Бронза  | Феликс Оже-Альяссим Габриэла Дабровски | Теннис                      | Смешанный парный турнир          | 2 августа  |
| Бронза  | Илья Харун | Плавание                    | 100 метров баттерфляем           | 3 августа  |
| Бронза  | Уайетт Сэнфорд | Бокс                        | До 63,5 кг                       | 4 августа  |
| Бронза  | Алиша Ньюман | Лёгкая атлетика             | Прыжки с шестом                  | 7 августа  |
| Бронза  | Скайлар Парк | Тхэквондо                   | До 57 кг                         | 8 августа  |
| Бронза  | Кэти Винсент Слоан Маккензи | Гребля на байдарках и каноэ | Каноэ-двойки, 500 метров         | 9 августа  |

| Вид спорта                  | 1 | 2 | 3  | Всего |
| Плавание                    | 3 | 2 | 3  | 8     |
| Лёгкая атлетика             | 3 | 1 | 1  | 5     |
| Гребля на байдарках и каноэ | 1 | 0 | 1  | 2     |
| Брекинг                     | 1 | 0 | 0  | 1     |
| Дзюдо                       | 1 | 0 | 0  | 1     |
| Академическая гребля        | 0 | 1 | 0  | 1     |
| Пляжный волейбол            | 0 | 1 | 0  | 1     |
| Регби-7                     | 0 | 1 | 0  | 1     |
| Тяжёлая атлетика            | 0 | 1 | 0  | 1     |
| Бокс                        | 0 | 0 | 1  | 1     |
| Гимнастика спортивная       | 0 | 0 | 1  | 1     |
| Прыжки в оду                | 0 | 0 | 1  | 1     |
| Теннис                      | 0 | 0 | 1  | 1     |
| Тхэквондо                   | 0 | 0 | 1  | 1     |
| Фехтование                  | 0 | 0 | 1  | 1     |
| Всего                       | 9 | 7 | 11 | 27    |

| Медали по датам | Медали по датам | Медали по датам | Медали по датам | Медали по датам | Медали по датам |
| --------------- | --------------- | --------------- | --------------- | --------------- | --------------- |
| Дата            | 1               | 2               | 3               | Всего           |                 |
| 27 июля         | 0               | 1               | 0               | 1               |                 |
| 28 июля         | 0               | 0               | 1               | 1               |                 |
| 29 июля         | 2               | 0               | 1               | 3               |                 |
| 30 июля         | 0               | 1               | 0               | 1               |                 |
| 31 июля         | 0               | 0               | 1               | 1               |                 |
| 1 августа       | 1               | 0               | 0               | 1               |                 |
| 2 августа       | 0               | 0               | 3               | 3               |                 |
| 3 августа       | 1               | 2               | 1               | 4               |                 |
| 4 августа       | 1               | 0               | 1               | 2               |                 |
| 6 августа       | 1               | 0               | 0               | 1               |                 |
| 7 августа       | 0               | 0               | 1               | 1               |                 |
| 8 августа       | 0               | 1               | 1               | 2               |                 |
| 9 августа       | 1               | 1               | 1               | 3               |                 |
| 10 августа      | 2               | 1               | 0               | 3               |                 |
| Всего           | 9               | 7               | 11              | 27              |                 |

| Мультимедалисты | Мультимедалисты             | Мультимедалисты | Мультимедалисты | Мультимедалисты | Мультимедалисты | Мультимедалисты |
| --------------- | --------------------------- | --------------- | --------------- | --------------- | --------------- | --------------- |
| Спортсмен       | Вид спорта                  | 1               | 2               | 3               | Всего           |                 |
| Саммер Макинтош | Плавание                    | 3               | 0               | 1               | 4               |                 |
| Кэти Винсент    | Гребля на байдарках и каноэ | 1               | 0               | 1               | 2               |                 |
| Илья Харун      | Плавание                    | 0               | 0               | 2               | 2               |                 |

| Медали по полу | Медали по полу | Медали по полу | Медали по полу | Медали по полу |
| -------------- | -------------- | -------------- | -------------- | -------------- |
| Пол            | 1              | 2              | 3              | Всего          |
| Мужчины        | 3              | 2              | 4              | 9              |
| Женщины        | 6              | 5              | 6              | 17             |
| Микст          | 0              | 0              | 1              | 1              |
| Всего          | 9              | 7              | 11             | 27             |

## Квалификация
| № п/п | Вид спорта                  | Мужчины        | Мужчины                | Женщины        | Женщины                | Всего          | Всего                  |
| № п/п | Вид спорта                  | Завоевано квот | Количество спортсменов | Завоевано квот | Количество спортсменов | Завоевано квот | Количество спортсменов |
| ----- | --------------------------- | -------------- | ---------------------- | -------------- | ---------------------- | -------------- | ---------------------- |
| 1     | Академическая гребля        |                |                        | 2              | 11                     | 2              | 11                     |
| 2     | Бадминтон                   | 2              | 3                      | 1              | 1                      | 3              | 4                      |
| 3     | Баскетбол                   | 1              | 12                     | 1              | 12                     | 2              | 24                     |
| 4     | Баскетбол 3×3               |                |                        | 1              | 4                      | 1              | 4                      |
| 5     | Бокс                        | 1              | 1                      | 1              | 1                      | 2              | 2                      |
| 6     | Борьба                      | 2              | 2                      | 4              | 4                      | 6              | 6                      |
| 7     | Брейкинг                    | 1              | 1                      |                |                        | 1              | 1                      |
| 8     | Велоспорт                   | 13             | 11                     | 13             | 11                     | 26             | 22                     |
| 9     | Водное поло                 |                |                        | 1              | 13                     | 1              | 13                     |
| 10    | Волейбол                    | 1              | 12                     |                |                        | 1              | 12                     |
| 11    | Спортивная гимнастика       | 5              | 5                      | 5              | 5                      | 10             | 10                     |
| 12    | Гольф                       | 2              | 2                      | 2              | 2                      | 4              | 4                      |
| 13    | Гребля на байдарках и каноэ | 6              | 6                      | 10             | 9                      | 16             | 15                     |
| 14    | Дзюдо                       | 3              | 3                      | 4              | 4                      | 7              | 7                      |
| 15    | Конный спорт                | 4              | 4                      | 5              | 6                      | 12             | 10                     |
| 16    | Лёгкая атлетика             | 25             | 21                     | 24             | 24                     | 50             | 45                     |
| 17    | Настольный теннис           | 3              | 3                      | 1              | 1                      | 4              | 4                      |
| 18    | Парусный спорт              | 1              | 2                      | 3              | 4                      | 4              | 6                      |
| 19    | Плавание                    | 14             | 12                     | 22             | 17                     | 37             | 29                     |
| 20    | Пляжный волейбол            | 1              | 2                      | 2              | 4                      | 3              | 6                      |
| 21    | Прыжки в воду               | 3              | 2                      | 4              | 3                      | 7              | 5                      |
| 22    | Прыжки на батуте            |                |                        | 1              | 1                      | 1              | 1                      |
| 23    | Регби-7                     |                |                        | 1              | 14                     | 1              | 14                     |
| 24    | Сёрфинг                     |                |                        | 1              | 1                      | 1              | 1                      |
| 25    | Синхронное плавание         |                |                        | 2              | 8                      | 2              | 8                      |
| 26    | Скейтбординг                | 3              | 3                      | 1              | 1                      | 4              | 4                      |
| 27    | Стрельба                    | 3              | 2                      | 1              | 1                      | 4              | 3                      |
| 28    | Стрельба из лука            | 1              | 1                      | 1              | 1                      | 2              | 2                      |
| 29    | Теннис                      | 3              | 2                      | 3              | 3                      | 7              | 5                      |
| 30    | Триатлон                    | 2              | 2                      | 1              | 1                      | 3              | 3                      |
| 31    | Тхэквондо                   |                |                        | 2              | 2                      | 2              | 2                      |
| 32    | Тяжёлая атлетика            | 1              | 1                      | 1              | 1                      | 2              | 2                      |
| 33    | Фехтование                  | 9              | 9                      | 6              | 5                      | 15             | 14                     |
| 34    | Футбол                      |                |                        | 1              | 19                     | 1              | 19                     |
|       | ИТОГО                       | 110            | 124                    | 128            | 194                    | 244            | 318                    |

## Состав команды
Академическая гребля
1. Джилл Моффат[англ.]
2. Дженнифер Кассон[англ.]
3. Джессика Севик[англ.]
4. Кайли Филмер[англ.]
5. Майя Мешкулейт[исп.]
6. Кася Гручалла-Весерски[англ.]
7. Авалон Вейстенис[англ.]
8. Сидни Пейн[англ.]
9. Кристина Уокер[англ.]
10. Эбигейл Дент[англ.]
11. Кристен Кит[англ.]

 Бадминтон
1. Брайан Янг[англ.]
2. Адам Донг[англ.]
3. Нил Якура[англ.]
4. Мишель Ли[англ.]

 Баскетбол
1. Лугенц Дорт
2. Никейл Александер-Уокер
3. Гилджес-Александер
4. Мелвин Эджим
5. Джамал Мюррей
6. Дуайт Пауэлл
7. Трей Лайлз
8. Ар Джей Барретт
9. Келли Олиник
10. Эндрю Нембхард
11. Диллон Брукс
12. Кем Берч
13. Шей Колли[англ.]
14. Сэми Хилл[англ.]
15. Киа Нерс
16. Бриджет Карлтон
17. Кассандра Проспер[англ.]
18. Ивонн Иджим
19. Натали Ачонва
20. Сила Суордс[англ.]
21. Кайла Александер
22. Летиция Амихере[англ.]
23. Найра Филдс
24. Алия Эдвардс

 Баскетбол 3×3
1. Кейси Бош[англ.]
2. Пейдж Крозон[англ.]
3. Кэтрин Плуфф
4. Мишель Плуфф

 Бокс
1. Уайетт Сэнфорд[англ.]
2. Таммара Тибо

 Борьба
Вольная борьба
1. Алекс Мур
2. Амар Дхеси
3. Ханна Тэйлор
4. Ана Годинес
5. Линда Мораис
6. Жюстина Ди Стасио

 Брейкинг
1. Филип Ким

Велоспорт
 Шоссейный велоспорт
1. Дерек Джи[англ.]
2. Майкл Вудс
3. Оливия Барил[англ.]
4. Элисон Джексон[англ.]

 Трековый велоспорт
1. Тайлер Рорк[англ.]
2. Ник Ваммес[англ.]
3. Джеймс Хеджкок[англ.]
4. Дилан Бибик[англ.]
5. Матьё Гиймет[англ.]
6. Мишель Фоле[англ.]
7. Карсон Маттерн[англ.]
8. Сара Орбан[англ.]
9. Лорьян Жене[англ.]
10. Келси Митчелл[англ.]
11. Мэгги Коулз-Листер[англ.]
12. Сара ван Дам[англ.]
13. Эрин Эттвелл[англ.]
14. Ариан Бономм[англ.]

 Маунтинбайк
1. Гуннар Холмгрен[англ.]
2. Изабелла Холмгрен[англ.]

 BMX
BMX-гонки
1. Молли Симпсон[англ.]

BMX-фристайл
1. Джеффри Уэйли[англ.]

 Водное поло
1. Джессика Годро[англ.]
2. Рэй Лекнесс[англ.]
3. Аксель Кревье[англ.]
4. Эмма Райт[англ.]
5. Марилия Мимидес[англ.]
6. Блэр Макдауэлл[англ.]
7. Верика Бакоч[англ.]
8. Элиза Леме-Лавуа[англ.]
9. Хейли Маккелви[англ.]
10. Серена Браун[англ.]
11. Киндред Пол[англ.]
12. Шаэ Ла Рош[англ.]
13. Клара Вульписи[англ.]

 Волейбол
1. Люк Херр[англ.]
2. Николас Хоаг[англ.]
3. Броди Хофер[англ.]
4. Данни Демьяненко[англ.]
5. Стивен Маар[англ.]
6. Бретт Уолш[англ.]
7. Ксандер Кетржински[англ.]
8. Лукас ван Беркель[англ.]
9. Артур Шварц[англ.]
10. Джастин Луи[англ.]
11. Финн Маккарти[англ.]
12. Эрик Лёппки[англ.]

Гимнастика
 Спортивная гимнастика
1. Захари Клей[англ.]
2. Рене Курнуайе[англ.]
3. Феликс Дольчи[англ.]
4. Уильям Эмар[англ.]
5. Сэмюэл Закутни[англ.]
6. Элизабет Блэк
7. Шэллон Олсен[англ.]
8. Кэсси Ли[англ.]
9. Ава Стюарт[англ.]
10. Орели Тран[англ.]

 Гольф
1. Ник Тэйлор[англ.]
2. Кори Коннерс[англ.]
3. Брук Хендерсон[англ.]
4. Алена Шарп[англ.]

Гребля на байдарках и каноэ
 Гребля на гладкой воде
1. Пьер-Люк Пулен[англ.]
2. Саймон Мактэвиш[англ.]
3. Николас Матвеев[англ.]
4. Лоран Лавинь[англ.]
5. Коннор Фитцпатрик[англ.]
6. Мишель Расселл[англ.]
7. Райли Мелансон[англ.]
8. Куртни Стотт[англ.]
9. Натали Дэвисон[англ.]
10. Тошка Бешара[англ.]
11. София Дженсен[англ.]
12. Кэти Винсент
13. Слоан Маккензи

 Гребной слалом
1. Алекс Балдони[англ.]
2. Лоис Беттеридж[англ.]

 Дзюдо
1. Артур Маржелидон[англ.]
2. Франсуа Готье-Драпо[англ.]
3. Шади эль Нахас
4. Келли Дегучи[англ.]
5. Криста Дегучи
6. Катрин Бошмен-Пинар
7. Ана Лаура Портуондо-Исаси[англ.]

 Конный спорт
1. Крис фон Мартельс[англ.]
2. Карл Слезак[англ.]
3. Майкл Уинтер[англ.]
4. Марио Делорьер[англ.]
5. Камилла Карье-Бержерон[англ.]
6. Наима Морейра-Лалиберте[англ.]
7. Джессика Феникс[англ.]
8. Эринн Баллар[англ.]
9. Тиффани Фостер[англ.]
10. Эми Миллар

 Лёгкая атлетика
1. Андре Де Грасс
2. Аарон Браун
3. Дуан Асемота[англ.]
4. Брендон Родни
5. Кристофер Моралес-Уильямс[англ.]
6. Марко Ароп[англ.]
7. Шарль Филибер-Тибуто[англ.]
8. Киран Ламб[англ.]
9. Мохаммед Ахмед
10. Бен Фланаган[англ.]
11. Томас Фафард[англ.]
12. Крейг Торн[англ.]
13. Жан-Симон Деганье[англ.]
14. Камерон Левинс[англ.]
15. Рори Линклеттер[англ.]
16. Эван Данфи
17. Джером Блейк
18. Итэн Кецберг
19. Роуэн Хэмилтон[англ.]
20. Адам Кинан[англ.]
21. Дамиан Уорнер
22. Одри Ледюк[англ.]
23. Жаклин Мадого[англ.]
24. Лорен Гейл[англ.]
25. Зои Шерар[англ.]
26. Джаз Шукла[англ.]
27. Люсия Стаффорд[англ.]
28. Симоне Плурд[англ.]
29. Кейт Каррент[англ.]
30. Бриана Скотт[англ.]
31. Мариам Абдул-Рашид[англ.]
32. Мишель Гаррисон[англ.]
33. Саванна Сатерленд[англ.]
34. Сейли Маккейб[англ.]
35. Риган Йи[англ.]
36. Малинди Элмор[англ.]
37. Сейд Маккрит[англ.]
38. Мари-Элуаз Леклер[англ.]
39. Айянна Стиверн[англ.]
40. Кайра Константин[англ.]
41. Оливия Лундман[англ.]
42. Алиша Ньюман
43. Аника Ньюэлл[англ.]
44. Сара Миттон
45. Кэмрин Роджерс

 Настольный теннис
1. Эжен Ванг[англ.]
2. Эдвард Ли[англ.]
3. Жереми Азен[англ.]
4. Чжан Мо[англ.]

 Парусный спорт
1. Уильям Джонс[англ.]
2. Джастин Барнс[англ.]
3. Эмили Бухеха[англ.]
4. Сара Дуглас[англ.]
5. Антония Левен-ЛаФранс[англ.]
6. Джорджия Левен-ЛаФранс[англ.]

 Плавание
1. Джошуа Льендо[англ.]
2. Юрий Кисиль
3. Хавьер Асеведо[англ.]
4. Блейк Тирни[англ.]
5. Илья Харун
6. Финли Нокс
7. Тристан Янкович[англ.]
8. Алекс Аксон[англ.]
9. Патрик Хасси[англ.]
10. Лорн Уиггинтон[англ.]
11. Джереми Бэгшоу[англ.]
12. Аполло Хесс[англ.]
13. Тейлор Рак
14. Мэгги Мак-Нил
15. Мэри-Софи Харви
16. Саммер Макинтош
17. Кайли Масс
18. Ингрид Вильм[англ.]
19. Реган Ратвелл[англ.]
20. Софи Ангус[англ.]
21. Сидни Пикрем
22. Келси Вог[англ.]
23. Ребекка Смит
24. Элла Янсен[англ.]
25. Бруклин Даутрайт[англ.]
26. Пенни Олексяк
27. Жюли Бруссо[англ.]
28. Эмма О’Кройнин[англ.]
29. Эмма Финлин[англ.]

 Пляжный волейбол
1. Дэниел Диринг[англ.]
2. Сэм Шахтер[англ.]
3. Мелисса Хумана-Паредес[англ.]
4. Бренди Уилкерсон[англ.]
5. Хизер Бэнсли[англ.]
6. Софи Буковец[англ.]

 Прыжки в воду
1. Райлан Винс
2. Натан Жомбор-Маррей
3. Марго Эрлам[англ.]
4. Кэли Маккей[англ.]
5. Кейт Миллер[англ.]

 Прыжки на батуте
1. Софиан Мето[англ.]

 Регби-7
1. Кэролайн Кроссли[англ.]
2. Оливия Эппс[англ.]
3. Алиша Корриган[англ.]
4. Азия Хоган-Рочестер[англ.]
5. Хлоя Дэниелс[англ.]
6. Черити Уильямс
7. Флоренс Саймондс[англ.]
8. Карисса Норстен[англ.]
9. Крисси Скарфилд[англ.]
10. Фэнси Бермудес[англ.]
11. Пайпер Логан[англ.]
12. Кеяра Уордли[англ.]
13. Тэйлор Перри[англ.]
14. Шалайя Валенсуела[англ.]

 Сёрфинг
1. Саноа Дампфль-Олен[англ.]

 Синхронное плавание
1. Одри Ламот[англ.]
2. Жаклин Симоно[англ.]
3. Скарлетт Финн[англ.]
4. Джонни Ньюман[англ.]
5. Рафаэлла Плант[англ.]
6. Кензи Придделл[англ.]
7. Клер Шеффел[англ.]
8. Флоранс Трембле[англ.]

 Скейтбординг
1. Кордано Расселл[англ.]
2. Мэтт Бергер[англ.]
3. Райан Деценцо[англ.]
4. Фэй Эберт[англ.]

 Стрельба
1. Тай Икеда[англ.]
2. Мишель Эсерситато[англ.]
3. Шэннон Уэстлейк[англ.]

 Стрельба из лука
1. Эрик Петерс[англ.]
2. Виржини Шенье[англ.]

 Теннис
1. Феликс Оже-Альяссим
2. Милош Раонич
3. Лейла Фернандес
4. Бьянка Андрееску
5. Габриэла Дабровски

 Триатлон
1. Тайлер Миславчук
2. Шарль Паке[англ.]
3. Эми Лего

 Тхэквондо
1. Йосипа Кафадар[англ.]
2. Скайлар Парк

 Тяжёлая атлетика
1. Боади Сантави[англ.]
2. Мод Шаррон

 Фехтование
1. Николас Чанг[англ.]
2. Блейк Броcус[англ.]
3. Даниэль Гу[англ.]
4. Максимильен ван Хастер[англ.]
5. Богдан Хэмилтон[англ.]
6. Фарес Арфа[англ.]
7. Франсуа Кошон[англ.]
8. Шауль Гордон[англ.]
9. Оливье Дерозье[англ.]
10. Жуйэнь Сяо[англ.]
11. Памела Бринд'Амур[англ.]
12. Джессика Гуо[англ.]
13. Элеанор Харви
14. Юньцзя Чжан[англ.]

 Футбол
1. Кайлин Шеридан
2. Габриель Карль
3. Кадейша Бьюкенен
4. Эвелин Вьенс[англ.]
5. Ребекка Куинн[англ.]
6. Клу Лакасс[англ.]
7. Джулия Гроссо
8. Джейд Ривьер[англ.]
9. Джордин Уитема
10. Эшли Лоуренс
11. Адриана Леон
12. Джейд Роуз[англ.]
13. Сими Авуджо[англ.]
14. Ванесса Жиль[англ.]
15. Нишелль Принс
16. Джанин Бекки|
17. Джесси Флеминг
18. Сабрина Д’Анджело[англ.]
19. Шелина Задорски

## Академическая гребля
Канада завоевала две квоты на участие в соревнованиях по академической гребле на Чемпионате мира по академической гребле 2023 года в Белграде, Сербия.
Женщины
| Спортсмен | Дисциплина         | Заезд   | Заезд | Утеш. заезд | Утеш. заезд | Полуфиналы | Полуфиналы | Финалы  | Финалы |
| Спортсмен | Дисциплина         | Время   | Место | Время       | Место       | Время      | Место      | Время   | Место  |
| --- | ------------------ | ------- | ----- | ----------- | ----------- | ---------- | ---------- | ------- | ------ |
| Джилл Моффат Дженнифер Кассон | Двойки, легкий вес | 7.09,45 | 3 R   | 7.16,81     | 2 Q SF      | 7.13,36    | 5 Q FB     | 7.04,82 | 8      |
| Джессика Севик Кайли Филмер Майя Мешкулейт Кася Гручалла-Весерски Авалон Вейстенис Сидни Пейн Кристина Уокер Эбигейл Дент Кристен Кит* | Восьмёрки          | 6.21,31 | 3 R   | 6.04,81     | 2 Q F       | —          | —          | 5.58,84 | 2      |

Легенда: FA=Финал А (медали); FB=Финал В; FC=Финал С; FD=Финал D; FE=Финал E; FF=Финал F; SA/B=Полуфиналы A/B; SC/D=Полуфиналы C/D; SE/F=Полуфиналы E/F; QF=Четвертьфиналы; R=Утешительные заезды; * – рулевой

## Бадминтон
Канада завоевала три квоты на участие в олимпийском турнире по бадминтону в соответствии с Олимпийским рейтингом BWF.
Мужчины
| Спортсмен           | Категория | Группы                                     | Группы                                         | Группы                                       | Группы | 1/8 финала            | Четвертьфиналы        | Полуфиналы            | Финал / За 3 место    | Финал / За 3 место    |
| Спортсмен           | Категория | Соперник Счет                              | Соперник Счет                                  | Соперник Счет                                | Место  | Соперник Счет         | Соперник Счет         | Соперник Счет         | Соперник Счет         | Место                 |
| ------------------- | --------- | ------------------------------------------ | ---------------------------------------------- | -------------------------------------------- | ------ | --------------------- | --------------------- | --------------------- | --------------------- | --------------------- |
| Брайан Янг          | Одиночный | KAZДмитрий Панарин В 2–0 (21–18, 21–10)    | JPNКэнта Нисимото П 0–2 (14–21, 18–21)         | —                                            | 2      | завершил выступление  | завершил выступление  | завершил выступление  | завершил выступление  | завершил выступление  |
| Адам Донг Нил Якура | Пары      | CHNЛян Вэйкэн/ Ван Чан П 0–2 (5–21, 12–21) | MASАарон Чиа / Со Вуи Йик П 0–2 (10–21, 15–21) | GBRБен Лейн / Шон Венди П 0–2 (14–21, 12–21) | 4      | завершили выступление | завершили выступление | завершили выступление | завершили выступление | завершили выступление |

Женщины
| Спортсмен | Категория | Группы                                 | Группы                                       | Группы        | Группы | Выбывание             | Четвертьфиналы        | Полуфиналы            | Финал / За 3 место    | Финал / За 3 место    |
| Спортсмен | Категория | Соперник Счет                          | Соперник Счет                                | Соперник Счет | Место  | Соперник Счет         | Соперник Счет         | Соперник Счет         | Соперник Счет         | Место                 |
| --------- | --------- | -------------------------------------- | -------------------------------------------- | ------------- | ------ | --------------------- | --------------------- | --------------------- | --------------------- | --------------------- |
| Мишель Ли | Одиночный | MYAТет Тхар Тузар В 2–0 (21–16, 25–23) | JPNАканэ Ямагути П 1–2 (24–22, 17–21, 12–21) | —             | 2      | завершила выступление | завершила выступление | завершила выступление | завершила выступление | завершила выступление |

## Баскетбол
Канадская мужская баскетбольная команда квалифицировалась на олимпийский турнир по результатам Чемпионата мира по баскетболу 2023 года как лучшая команда Америки. Женская сборная Канады по баскетболу завоевала право участвовать в олимпийском турнире, заняв третье место в отборочном турнире в Шопроне, Венгрия.
| Команда | Соревнование   | Групповая стадия | Групповая стадия  | Групповая стадия | Групповая стадия | Четвертьфиналы        | Полуфиналы            | Финал / Матч за 3 место | Финал / Матч за 3 место |    |
| Команда | Соревнование   | Соперник Счёт    | Соперник Счёт     | Соперник Счёт    | Место            | Соперник Счёт         | Соперник Счёт         | Соперник Счёт           | Место                   |    |
| ------- | -------------- | ---------------- | ----------------- | ---------------- | ---------------- | --------------------- | --------------------- | ----------------------- | ----------------------- | -- |
| Канада  | Мужской турнир | Греция В 86–79   | Австралия В 93–83 | Испания В 88–85  | 1 Q              | Франция П 73–83       | завершили выступление | завершили выступление   | 5                       |    |
| Канада  | Женский турнир | Франция П 54–75  | Австралия П 65–70 | Нигерия П70–79   | 4                | завершили выступление | завершили выступление | завершили выступление   | завершили выступление   | 11 |

### Мужской турнир
Состав команды
Состав был объявлен 10 июля 2024 года.
| Перейти к шаблону «Состав сборной Канады по баскетболу» | Состав сборной Канады по баскетболу |  |

| Поз. | №  | Имя                     | Дата рождения (возраст)   | Рост   | Клуб                  |
| ---- | -- | ----------------------- | ------------------------- | ------ | --------------------- |
| З/Ф  | 0  | Лугенц Дорт             | 19 апреля 1999 (25 лет)   | 194 см | Оклахома-Сити Тандер  |
| АЗ   | 1  | Никейл Александер-Уокер | 2 сентября 1998 (25 лет)  | 196 см | Миннесота Тимбервулвз |
| РЗ   | 2  | Шей Гилджес-Александер  | 12 июля 1998 (26 лет)     | 198 см | Оклахома-Сити Тандер  |
| ЛФ   | 3  | Мелвин Эджим            | 4 марта 1991 (33 года)    | 201 см | Уникаха               |
| РЗ   | 4  | Джамал Мюррей           | 23 февраля 1997 (27 лет)  | 193 см | Денвер Наггетс        |
| Ц    | 7  | Дуайт Пауэлл            | 20 июля 1991 (33 года)    | 212 см | Даллас Маверикс       |
| ТФ   | 8  | Трей Лайлз              | 5 ноября 1995 (28 лет)    | 208 см | Сакраменто Кингз      |
| З/Ф  | 9  | Ар Джей Барретт         | 14 июня 2000 (24 года)    | 195 см | Торонто Рэпторс       |
| Ф/Ц  | 13 | Келли Олиник (К)        | 19 апреля 1991 (33 года)  | 211 см | Торонто Рэпторс       |
| РЗ   | 19 | Эндрю Нембхард          | 16 января 2000 (24 года)  | 187 см | Индиана Пэйсерс       |
| ЛФ   | 24 | Диллон Брукс            | 22 января 1996 (28 лет)   | 198 см | Хьюстон Рокетс        |
| Ц    | 92 | Кем Берч                | 28 сентября 1992 (31 год) | 206 см | Жирона                |

Групповой этап
| Поз | Команда   | И | В | П | ОЗ  | ОП  | РО  | О | Квалификация  |
| --- | --------- | - | - | - | --- | --- | --- | - | ------------- |
| 1   | Канада    | 3 | 3 | 0 | 267 | 247 | +20 | 6 | Четвертьфинал |
| 2   | Австралия | 3 | 1 | 2 | 246 | 250 | −4  | 4 | Четвертьфинал |
| 3   | Греция    | 3 | 1 | 2 | 233 | 241 | −8  | 4 | Четвертьфинал |
| 4   | Испания   | 3 | 1 | 2 | 249 | 257 | −8  | 4 |               |

| 27 июля 2024 21:00 | Отчёт | Греция                     | 79 : 86  | Канада               | Пьер Моруа, Лилль Зрителей: 26 421 Судьи: Роберто Васкес (Пуэрто-Рико), Хонни Батиста (Пуэрто-Рико), Войцех Лишка (Польша) |
| 27 июля 2024 21:00 | Отчёт | 22:26, 16:22, 22:20, 19:18 |          |                      | Пьер Моруа, Лилль Зрителей: 26 421 Судьи: Роберто Васкес (Пуэрто-Рико), Хонни Батиста (Пуэрто-Рико), Войцех Лишка (Польша) |
| 27 июля 2024 21:00 | Отчёт | Адетокунбо 34              | Очки     | Барретт 23           | Пьер Моруа, Лилль Зрителей: 26 421 Судьи: Роберто Васкес (Пуэрто-Рико), Хонни Батиста (Пуэрто-Рико), Войцех Лишка (Польша) |
| 27 июля 2024 21:00 | Отчёт | Митоглу 8                  | Подборы  | Олиник 6             | Пьер Моруа, Лилль Зрителей: 26 421 Судьи: Роберто Васкес (Пуэрто-Рико), Хонни Батиста (Пуэрто-Рико), Войцех Лишка (Польша) |
| 27 июля 2024 21:00 | Отчёт | Калатес 7                  | Передачи | Гилджес-Александер 7 | Пьер Моруа, Лилль Зрителей: 26 421 Судьи: Роберто Васкес (Пуэрто-Рико), Хонни Батиста (Пуэрто-Рико), Войцех Лишка (Польша) |

| 30 июля 2024 13:30 | Отчёт | Канада                     | 93 : 83  | Австралия  | Пьер Моруа, Лилль Зрителей: 26 980 Судьи: Йоан Россо (Франция), Хонни Батиста (Пуэрто-Рико), Такаки Като (Япония) |
| 30 июля 2024 13:30 | Отчёт | 26:28, 19:21, 27:21, 21:13 |          |            | Пьер Моруа, Лилль Зрителей: 26 980 Судьи: Йоан Россо (Франция), Хонни Батиста (Пуэрто-Рико), Такаки Като (Япония) |
| 30 июля 2024 13:30 | Отчёт | Барретт 24                 | Очки     | Гидди 19   | Пьер Моруа, Лилль Зрителей: 26 980 Судьи: Йоан Россо (Франция), Хонни Батиста (Пуэрто-Рико), Такаки Като (Япония) |
| 30 июля 2024 13:30 | Отчёт | Пауэлл 9                   | Подборы  | Лэндейл 12 | Пьер Моруа, Лилль Зрителей: 26 980 Судьи: Йоан Россо (Франция), Хонни Батиста (Пуэрто-Рико), Такаки Като (Япония) |
| 30 июля 2024 13:30 | Отчёт | Барретт, Мюррей 5          | Передачи | Гидди 6    | Пьер Моруа, Лилль Зрителей: 26 980 Судьи: Йоан Россо (Франция), Хонни Батиста (Пуэрто-Рико), Такаки Като (Япония) |

| 2 августа 2024 17:15 | Отчёт | Канада                     | 88 : 85  | Испания      | Пьер Моруа, Лилль Зрителей: 26 133 Судьи: Адемир Зурапович (Босния и Герцеговина), Хулио Анайя (Панама), Гатис Салиньш (Латвия) |
| 2 августа 2024 17:15 | Отчёт | 19:19, 30:19, 15:18, 24:29 |          |              | Пьер Моруа, Лилль Зрителей: 26 133 Судьи: Адемир Зурапович (Босния и Герцеговина), Хулио Анайя (Панама), Гатис Салиньш (Латвия) |
| 2 августа 2024 17:15 | Отчёт | Гилджес-Александер 20      | Очки     | Брисуэла 17  | Пьер Моруа, Лилль Зрителей: 26 133 Судьи: Адемир Зурапович (Босния и Герцеговина), Хулио Анайя (Панама), Гатис Салиньш (Латвия) |
| 2 августа 2024 17:15 | Отчёт | Брукс, Мюррей 4            | Подборы  | Альдама 11   | Пьер Моруа, Лилль Зрителей: 26 133 Судьи: Адемир Зурапович (Босния и Герцеговина), Хулио Анайя (Панама), Гатис Салиньш (Латвия) |
| 2 августа 2024 17:15 | Отчёт | Мюррей 6                   | Передачи | три игрока 4 | Пьер Моруа, Лилль Зрителей: 26 133 Судьи: Адемир Зурапович (Босния и Герцеговина), Хулио Анайя (Панама), Гатис Салиньш (Латвия) |

Четвертьфиналы
| 6 августа 2024 18:00 | Отчёт | Франция                    | 82 : 73  | Канада                | Аккор Арена, Париж Зрителей: 12 258 Судьи: Адемир Зурапович (Босния и Герцеговина), Омар Бермудес (Мексика), Гатис Салиньш (Латвия) |
| 6 августа 2024 18:00 | Отчёт | 23:10, 22:19, 16:21, 21:23 |          |                       | Аккор Арена, Париж Зрителей: 12 258 Судьи: Адемир Зурапович (Босния и Герцеговина), Омар Бермудес (Мексика), Гатис Салиньш (Латвия) |
| 6 августа 2024 18:00 | Отчёт | Ябуселе 22                 | Очки     | Гилджес-Александер 27 | Аккор Арена, Париж Зрителей: 12 258 Судьи: Адемир Зурапович (Босния и Герцеговина), Омар Бермудес (Мексика), Гатис Салиньш (Латвия) |
| 6 августа 2024 18:00 | Отчёт | Вембаньяма 12              | Подборы  | Пауэлл 9              | Аккор Арена, Париж Зрителей: 12 258 Судьи: Адемир Зурапович (Босния и Герцеговина), Омар Бермудес (Мексика), Гатис Салиньш (Латвия) |
| 6 августа 2024 18:00 | Отчёт | Вембаньяма 5               | Передачи | Гилджес-Александер 4  | Аккор Арена, Париж Зрителей: 12 258 Судьи: Адемир Зурапович (Босния и Герцеговина), Омар Бермудес (Мексика), Гатис Салиньш (Латвия) |

### Женский турнир
Состав команды
Состав команды был объявлен 2 июля 2024 года.
Тренер:  Виктор Лапенья
- Шей Колли[англ.] З
- Сэми Хилл[англ.] З
- Киа Нерс З
- Бриджет Карлтон ЛФ
- Кассандра Проспер[англ.] З
- Ивонн Иджим ТФ
- Натали Ачонва Ц
- Сила Суордс[англ.] З
- Кайла Александер Ц
- Летиция Амихере[англ.] Ф
- Найра Филдс З
- Алия Эдвардс Ф

Групповой этап
| Поз | Команда     | И | В | П | ОЗ  | ОП  | РО  | О | Квалификация                                                |
| --- | ----------- | - | - | - | --- | --- | --- | - | ----------------------------------------------------------- |
| 1   | Франция (Х) | 3 | 2 | 1 | 222 | 187 | +35 | 5 | Четвертьфинал                                               |
| 2   | Австралия   | 3 | 2 | 1 | 211 | 212 | −1  | 5 | Четвертьфинал                                               |
| 3   | Нигерия     | 3 | 2 | 1 | 208 | 207 | +1  | 5 | Команда имеет шанс пройти в четвертьфинал согласно рейтингу |
| 4   | Канада      | 3 | 0 | 3 | 189 | 224 | −35 | 3 |                                                             |

| 29 июля 2024 17:15 v | Отчёт | Канада                    | 54:75    | Франция   | Пьер Моруа, Лилль Зрителей: 20211 Судьи: Борис Крейич (Словения), Бланка Бёрнс (США), Ариадна Куэча (Испания) |
| 29 июля 2024 17:15 v | Отчёт | 18:15, 2:23, 16:15, 18:22 |          |           | Пьер Моруа, Лилль Зрителей: 20211 Судьи: Борис Крейич (Словения), Бланка Бёрнс (США), Ариадна Куэча (Испания) |
| 29 июля 2024 17:15 v | Отчёт | Колли, Нерс по 11         | Очки     | Бадьян 13 | Пьер Моруа, Лилль Зрителей: 20211 Судьи: Борис Крейич (Словения), Бланка Бёрнс (США), Ариадна Куэча (Испания) |
| 29 июля 2024 17:15 v | Отчёт | Александер 10             | Подборы  | Бадьян 6  | Пьер Моруа, Лилль Зрителей: 20211 Судьи: Борис Крейич (Словения), Бланка Бёрнс (США), Ариадна Куэча (Испания) |
| 29 июля 2024 17:15 v | Отчёт | Колли 6                   | Передачи | Уильямс 8 | Пьер Моруа, Лилль Зрителей: 20211 Судьи: Борис Крейич (Словения), Бланка Бёрнс (США), Ариадна Куэча (Испания) |

| 1 августа 2024 13:30 v | Отчёт | Австралия                  | 70 : 65  | Канада     | Пьер Моруа, Лилль Зрителей: 20962 Судьи: Андрес Бартель (Уругвай), Рабах Ноуджаим (Ливан), Дженна Рено (США) |
| 1 августа 2024 13:30 v | Отчёт | 18:16, 20:16, 13:12, 19:21 |          |            | Пьер Моруа, Лилль Зрителей: 20962 Судьи: Андрес Бартель (Уругвай), Рабах Ноуджаим (Ливан), Дженна Рено (США) |
| 1 августа 2024 13:30 v | Отчёт | Уиткомб 19                 | Очки     | Карлтон 19 | Пьер Моруа, Лилль Зрителей: 20962 Судьи: Андрес Бартель (Уругвай), Рабах Ноуджаим (Ливан), Дженна Рено (США) |
| 1 августа 2024 13:30 v | Отчёт | Толбот 9                   | Подборы  | Карлтон 8  | Пьер Моруа, Лилль Зрителей: 20962 Судьи: Андрес Бартель (Уругвай), Рабах Ноуджаим (Ливан), Дженна Рено (США) |
| 1 августа 2024 13:30 v | Отчёт | Уиткомб 10                 | Передачи | Ачонва 8   | Пьер Моруа, Лилль Зрителей: 20962 Судьи: Андрес Бартель (Уругвай), Рабах Ноуджаим (Ливан), Дженна Рено (США) |

| 4 августа 2024 13:30 v | Отчёт | Канада                    | 70 : 79  | Нигерия          | Пьер Моруа, Лилль Зрителей: 27107 Судьи: Эми Буннер (США), Бланка Барнс (США), Ариадна Чуеча (Испания) |
| 4 августа 2024 13:30 v | Отчёт | 18:18, 23:19, 16:8, 21:15 |          |                  | Пьер Моруа, Лилль Зрителей: 27107 Судьи: Эми Буннер (США), Бланка Барнс (США), Ариадна Чуеча (Испания) |
| 4 августа 2024 13:30 v | Отчёт | Колли 17                  | Очки     | Калу 21          | Пьер Моруа, Лилль Зрителей: 27107 Судьи: Эми Буннер (США), Бланка Барнс (США), Ариадна Чуеча (Испания) |
| 4 августа 2024 13:30 v | Отчёт | Эмихер 1                  | Подборы  | Кунайи-Акпанна 7 | Пьер Моруа, Лилль Зрителей: 27107 Судьи: Эми Буннер (США), Бланка Барнс (США), Ариадна Чуеча (Испания) |
| 4 августа 2024 13:30 v | Отчёт | пять игроков по 2         | Передачи | Амукамара 6      | Пьер Моруа, Лилль Зрителей: 27107 Судьи: Эми Буннер (США), Бланка Барнс (США), Ариадна Чуеча (Испания) |

## Баскетбол 3×3
Женская сборная Канады по баскетболу 3х3 завоевала право выступить в олимпийском турнире, войдя в число трех лучших команд на Олимпийском квалификационном турнире 2024 года в Дебрецене, Венгрия.
| Команда | Соревнование   | Групповая стадия  | Групповая стадия | Групповая стадия | Групповая стадия | Групповая стадия | Групповая стадия | Групповая стадия    | Групповая стадия | Четвертьфиналы    | Полуфиналы       | Финал / Матч за 3 место | Финал / Матч за 3 место |
| Команда | Соревнование   | Соперник Счёт     | Соперник Счёт    | Соперник Счёт    | Соперник Счёт    | Соперник Счёт    | Соперник Счёт    | Соперник Счёт       | Место            | Соперник Счёт     | Соперник Счёт    | Соперник Счёт           | Место                   |
| ------- | -------------- | ----------------- | ---------------- | ---------------- | ---------------- | ---------------- | ---------------- | ------------------- | ---------------- | ----------------- | ---------------- | ----------------------- | ----------------------- |
| Канада  | Женский турнир | Австралия В 22–14 | Китай В 21–11    | Германия П 15–19 | Франция В 13–9   | США П 17–18      | Испания П 20–22  | Азербайджан В 21–19 | 4 SF             | Австралия В 21–10 | Германия П 15–16 | США П 13–16             | 4                       |

#### Женский турнир
Состав команды
- Кейси Бош[англ.]
- Пейдж Крозон[англ.]
- Кэтрин Плуфф
- Мишель Плуфф

Групповой этап
| Поз | Команда     | И | В | П | ОЗ  | ОП  | РО  | Квалификация  |
| --- | ----------- | - | - | - | --- | --- | --- | ------------- |
| 1   | Германия    | 7 | 6 | 1 | 117 | 100 | +17 | Полуфинал     |
| 2   | Испания     | 7 | 4 | 3 | 115 | 114 | +1  | Полуфинал     |
| 3   | США         | 7 | 4 | 3 | 108 | 109 | −1  | Четвертьфинал |
| 4   | Канада      | 7 | 4 | 3 | 129 | 112 | +17 | Четвертьфинал |
| 5   | Австралия   | 7 | 4 | 3 | 127 | 122 | +5  | Четвертьфинал |
| 6   | Китай       | 7 | 2 | 5 | 107 | 123 | −16 | Четвертьфинал |
| 7   | Азербайджан | 7 | 2 | 5 | 106 | 123 | −17 |               |
| 8   | Франция (Х) | 7 | 2 | 5 | 99  | 105 | −6  |               |

| 30 июля 2024 17:30 v |  | Австралия | 14 : 22 | Канада | Площадь Согласия |

| 31 июля 2024 18:00 v |  | Канада | 21 : 11 | Китай | Площадь Согласия |

| 1 августа 2024 9:30 v |  | Германия | 19 : 15 | Канада | Площадь Согласия |

| 1 августа 2024 22:00 v |  | Канада | 13 : 9 | Франция | Площадь Согласия |

| 2 августа 2024 18:00 v |  | Канада | 17 : 18 (ОТ) | США | Площадь Согласия |

| 2 августа 2024 21:00 v |  | Испания | 22 : 20 (ОТ) | Канада | Площадь Согласия |

| 3 августа 2024 17:30 v |  | Канада | 21 : 19 | Азербайджан | Площадь Согласия |

Четвертьфиналы
| 3 августа 2024 21:30 v | протокол | Канада | 21 : 10 | Австралия | Площадь Согласия Судьи: Najib Chajiddine (FRA), Deanna Jackson (USA) |

Полуфиналы
| 5 августа 2024 18:30 v | протокол | Германия | 16 : 15 | Канада | Площадь Согласия |

Матч за 3 место
| 5 августа 2024 21:00 v | протокол | Канада | 13 : 16 | США | Площадь Согласия |

## Бокс
Канада завоевала два места в турнир по боксу на Азиатских играх 2022 года в Ханчжоу, Китай.
| Спортсмен      | Категория       | 1/16 финала        | 1/8 финала                | Четвертьфиналы            | Полуфиналы            | Финал                 | Финал                 |
| Спортсмен      | Категория       | Соперник Результат | Соперник Результат        | Соперник Результат        | Соперник Результат    | Соперник Результат    | Место                 |
| -------------- | --------------- | ------------------ | ------------------------- | ------------------------- | --------------------- | --------------------- | --------------------- |
| Уайетт Сэнфорд | Мужчины 63,5 кг | —                  | BULРадослав Росенов В 5–0 | UZBРуслан Абдуллаев В 4–1 | FRAСофьян Умиа П 1–4  | завершил выступление  | 3                     |
| Таммара Тибо   | Женщины 75 кг   | —                  | EORСинди Нгамба П 2–3     | завершила выступление     | завершила выступление | завершила выступление | завершила выступление |

## Борьба
Канада завоевала два места в мужской и три места в женский турнир по вольной борьбе на Панамериканском квалификационном турнире 2024 года в Акапулько, Мексика и одно место в женской вольной борьбе на Мировом квалификационном турнире 2024 года в Стамбуле, Турция.
Вольная борьба
| Спортсмен         | Категория         | 1/8 финала                  | Четвертьфиналы              | Полуфиналы            | Утеш.поединки             | Финал / За 3 место     | Финал / За 3 место |
| Спортсмен         | Категория         | Соперник Результат          | Соперник Результат          | Соперник Результат    | Соперник Результат        | Соперник Результат     | Место              |
| ----------------- | ----------------- | --------------------------- | --------------------------- | --------------------- | ------------------------- | ---------------------- | ------------------ |
| Алекс Мур         | Мужчины до 86 кг  | BULМагомед Рамазанов П 2–12 | —                           | —                     | UZBДжабраил Шапиев П 1–6  | завершил выступление   | 9                  |
| Амар Дхеси        | Мужчины до 125 кг | CHNДэн Чживэй В 2–1         | IRIАмир Хоссейн Заре П 0–10 | —                     | KGZАйаал Лазарев П 0–5    | завершил выступление   | 9                  |
| Ханна Тейлор      | Женщины до 57 кг  | JPNЦугуми Сакураи П 1–6     | —                           | —                     | ECUЛуиса Вальверде В 13–0 | USAХелен Марулис П 0–4 | =5                 |
| Ана Годинес       | Женщины до 62 кг  | FRAАмелин Дуарр В 5–2       | JPNСакура Мотоки П 0–11     | —                     | ROUКриста Инце В 2–0      | NORГрейс Буллен П 0–11 | =5                 |
| Линда Мораис      | Женщины до 68 кг  | NGRБлессинг Оборудуду П 2–8 | завершила выступление       | завершила выступление | завершила выступление     | завершила выступление  | 14                 |
| Жюстина Ди Стасио | Женщины до 76 кг  | TURЯсемин Адар П 2–8        | завершила выступление       | завершила выступление | завершила выступление     | завершила выступление  | 12                 |

## Брейкинг
Филип Ким завоевал место в олимпийском турнире би-боев по брейкингу, победив на Панамериканских играх 2023 года в Сантьяго, Чили.
| Спортсмен | Ник         | Категория | Квалификация | Квалификация | Четвертьфиналы               | Полуфиналы                       | Финал / За 3 место          | Финал / За 3 место |
| Спортсмен | Ник         | Категория | Баллы        | Место        | Соперник Результат           | Соперник Результат               | Соперник Результат          | Место              |
| --------- | ----------- | --------- | ------------ | ------------ | ---------------------------- | -------------------------------- | --------------------------- | ------------------ |
| Филип Ким | Phil Wizard | Би-бои    | 40           | 1 Q          | NEDЛи-Лу Демьер В 3–0 (19–8) | JPNСигэюки Накараи В 3–0 (17–10) | FRAДани Сивиль В 3–0 (23–4) | 1                  |

## Велоспорт

### Шоссейные велогонки
Канада получила по рейтингу UCI два места в мужской и три в женской групповых гонках на шоссе, а также по одному месту в мужской и женской индивидуальных гонках с раздельным стартом. Еще одно место в мужской индивидуальной гонке Канада получила по результатам Чемпионата мира по шоссейным велогонкам 2023 года в Глазго, Великобритания.
Мужчины
| Спортсмен  | Дисциплина                 | Время    | Место |
| ---------- | -------------------------- | -------- | ----- |
| Дерек Джи  | Групповая гонка            | 6:26.57  | 44    |
| Майкл Вудс | Групповая гонка            | 6:26.57  | 41    |
| Дерек Джи  | Гонка с раздельным стартом | 38.28,17 | 20    |

Женщины
| Спортсмен      | Дисциплина                 | Время    | Место |
| -------------- | -------------------------- | -------- | ----- |
| Оливия Барил   | Групповая гонка            | 4:07.16  | 44    |
| Элисон Джексон | Групповая гонка            | 4:04.23  | 19    |
| Оливия Барил   | Гонка с раздельным стартом | 43.03,58 | 20    |

### Велотрек
Канада завоевала в соответствии с олимпийским рейтингом UCI максимальное количество мест в гонках на велотреке, получив право выставить команды из четырех человек в мужских и женских дисциплинах преследования, а также команды из трех человек в мужских и женских спринтерских дисциплинах.
Командный спринт
| Спортсмен                             | Дисциплина | Квалификация | Квалификация | Полуфиналы                | Полуфиналы | Финал             | Финал |
| Спортсмен                             | Дисциплина | Время        | Место        | Соперник Время            | Место      | Соперник Время    | Место |
| ------------------------------------- | ---------- | ------------ | ------------ | ------------------------- | ---------- | ----------------- | ----- |
| Тайлер Рорк Ник Ваммес Джеймс Хеджкок | Мужчины    | 43,905       | 8            | Нидерланды · П 43,666     | 8 Q FD     | Китай · П 43,944  | 8     |
| Сара Орбан Лорьян Жене Келси Митчелл  | Женщины    | 45,578       | 8            | Великобритания · П 46,816 | 7 Q FD     | Польша · П 47,631 | 8     |

Легенды: FA=Финал; FB=За 3 место
Спринт
| Спортсмен     | Дисциплина | Квалификация | Квалификация | 1/32 финала           | Утеш. 1/32                      | 1/16 финала          | Утеш. 1/16              | 1/8 финала            | Утеш. 1/8                         | Четвертьфиналы        | Полуфиналы            | Финал / За 3 место                                                  | Финал / За 3 место |
| Спортсмен     | Дисциплина | Время        | Место        | Соперник Время        | Соперник Время                  | Соперник Время       | Соперник Время          | Соперник Время        | Соперник Время                    | Соперник Время        | Соперник Время        | Соперник Время                                                      | Место              |
| ------------- | ---------- | ------------ | ------------ | --------------------- | ------------------------------- | -------------------- | ----------------------- | --------------------- | --------------------------------- | --------------------- | --------------------- | ------------------------------------------------------------------- | ------------------ |
| Тайлер Рорк   | Мужчины    | 9,603        | 20 Q         | GBRДжек Карлин П      | FRAРайан Элаль CANНик Ваммес П  | завершил выступление | завершил выступление    | завершил выступление  | завершил выступление              | завершил выступление  | завершил выступление  | завершил выступление                                                | 21                 |
| Ник Ваммес    | Мужчины    | 9,612        | 21 Q         | AUSЛи Хоффман П       | FRAРайан Элаль CANТайлер Рорк П | завершил выступление | завершил выступление    | завершил выступление  | завершил выступление              | завершил выступление  | завершил выступление  | завершил выступление                                                | 22                 |
| Лорьян Жене   | Женщины    | 10,310       | 12 Q         | COLМарта Байона П     | MASНурул Асри JPNРию Ота В      | GERЛеа Фридрих П     | NZLШане Фултон П        | завершила выступление | завершила выступление             | завершила выступление | завершила выступление | завершила выступление                                               | 13                 |
| Келси Митчелл | Женщины    | 10,285       | 10 Q         | COLСтефани Куадрадо В | —                               | JPNМина Сато П       | NEDСтеффи ван дер Пет В | NZLЭллесс Эндрюс П    | AUSКристина Клонан JPNМина Сато В | GERЛеа Фридрих П      | —                     | Финал за 5-8 места GERЭмма Хинце COLМарта Байона GBRСофи Кейпвелл П | 8                  |

Кейрин
| Спортсмен      | Дисциплина | Раунд 1 | Утеш. | Четвертьфиналы | Полуфиналы            | Финал                 |
| Спортсмен      | Дисциплина | Место   | Место | Место          | Место                 | Место                 |
| -------------- | ---------- | ------- | ----- | -------------- | --------------------- | --------------------- |
| Ник Ваммес     | Мужчины    | 5 R     | 2 Q   | 6              | завершил выступление  | завершил выступление  |
| Джеймс Хеджкок | Мужчины    | 5 R     | 1 Q   | 6              | завершил выступление  | завершил выступление  |
| Лорьян Жене    | Женщины    | 4 R     | 1 Q   | 6              | завершила выступление | завершила выступление |
| Келси Митчелл  | Женщины    | 4 R     | 1 Q   | 6              | завершила выступление | завершила выступление |

Командное преследование
| Спортсмен                                                 | Дисциплина | Квалификация | Квалификация | Полуфиналы          | Полуфиналы         | Финал                | Финал |
| Спортсмен                                                 | Дисциплина | Время        | Место        | Соперник Результат  | Соперник Результат | Место                |       |
| --------------------------------------------------------- | ---------- | ------------ | ------------ | ------------------- | ------------------ | -------------------- | ----- |
| Дилан Бибик Матьё Гиймет Мишель Фоле Карсон Маттерн       | Мужчины    | 3.48,964     | 8 q          | Франция · 3.49,245  | 8 Q FD             | Бельгия · 3.54,517   | 7     |
| Мэгги Коулз-Листер Сара ван Дам Эрин Эттвелл Ариан Бономм | Женщины    | 4.12,205     | 8 q          | Германия · 4.10,471 | 8 Q FD             | Австралия · 4.12,097 | 8     |

Омниум
| Спортсмен          | Дисциплина | Скрэтч | Скрэтч | Темповая гонка | Темповая гонка | Гонка с выбыванием | Гонка с выбыванием | Гонка по очкам | Гонка по очкам | Всего | Всего |
| Спортсмен          | Дисциплина | Очки   | Место  | Очки           | Место          | Очки               | Место              | Очки           | Место          | Очки  | Место |
| ------------------ | ---------- | ------ | ------ | -------------- | -------------- | ------------------ | ------------------ | -------------- | -------------- | ----- | ----- |
| Дилан Бибик        | Мужчины    | 10     | 16     | 1              | 21             | 18                 | 12                 | 0              | 19             | 29    | 19    |
| Мэгги Коулз-Листер | Женщины    | 38     | 2      | 22             | 10             | 36                 | 3                  | 5              | 15             | 101   | 9     |

Мэдисон
| Спортсмены                      | Дисциплина | Очки | Круги | Место |
| ------------------------------- | ---------- | ---- | ----- | ----- |
| Матьё Гиймет Мишель Фоле        | Мужчины    | -40  | DNF   | =13   |
| Мэгги Коулз-Листер Ариан Бономм | Женщины    | -40  | DNF   | 15    |

### Маунтинбайк
Канада завоевала по одному месту в мужские и женские соревнования по маунтинбайку в соответствии с Олимпийским квалификационным рейтингом UCI.
| Спортсмен         | Категория | Время   | Место |
| ----------------- | --------- | ------- | ----- |
| Гуннар Холмгрен   | Мужчины   | 1:34.57 | 30    |
| Изабелла Холмгрен | Женщины   | 1:33.43 | 17    |

### BMX
BMX-гонки
Канада завоевала одно место в женские соревнования в соответствии с Олимпийским квалификационным рейтингом UCI.
| Спортсмен     | Дисциплина | Четвертьфиналы | Четвертьфиналы | Полуфиналы | Полуфиналы | Финал     | Финал |
| Спортсмен     | Дисциплина | Баллы          | Место          | Баллы      | Место      | Результат | Место |
| ------------- | ---------- | -------------- | -------------- | ---------- | ---------- | --------- | ----- |
| Молли Симпсон | Женщины    | 7              | 4 Q            | 11         | 7 Q        | 35,833    | 5     |

BMX-Фристайл
Канада завоевала одно место в мужские соревнования по BMX-фристайлу по итогам Чемпионата мира по BMX-фристайлу 2023 года в Глазго, Великобритания.
| Спортсмен     | Категория | Квалификация | Квалификация | Квалификация | Квалификация | Финал                | Финал                | Финал                | Финал                |
| Спортсмен     | Категория | 1 заезд      | 2 заезд      | Средний балл | Место        | 1 заезд              | 2 заезд              | Лучший балл          | Место                |
| ------------- | --------- | ------------ | ------------ | ------------ | ------------ | -------------------- | -------------------- | -------------------- | -------------------- |
| Джеффри Уэйли | Мужчины   | 76,20        | 80,83        | 78,51        | 10           | завершил выступление | завершил выступление | завершил выступление | завершил выступление |

## Водное поло
Женская сборная Канады по водному поло получила право участвовать в олимпийском турнире в результате перераспределения квот после завершения Чемпионата мира по водным видам спорта 2024 года в Дохе, Катар и отказа от квоты ЮАР.
| Команда | Соревнование   | Групповая стадия | Групповая стадия | Групповая стадия | Групповая стадия   | Групповая стадия | Четвертьфиналы | Полуфиналы                 | Финал / За 3 место        | Финал / За 3 место |
| Команда | Соревнование   | Соперник Счёт    | Соперник Счёт    | Соперник Счёт    | Соперник Счёт      | Место            | Соперник Счёт  | Соперник Счёт              | Соперник Счёт             | Место              |
| ------- | -------------- | ---------------- | ---------------- | ---------------- | ------------------ | ---------------- | -------------- | -------------------------- | ------------------------- | ------------------ |
| Канада  | Женский турнир | Венгрия П 7–12   | Китай В 12–7     | Австралия П 7–10 | Нидерланды П 11–20 | 4 Q              | Испания П 8–18 | За 5-8 места Италия П 5–10 | За 7 место Греция П 10–19 | 8                  |

### Женский турнир
Состав команды
Состав команды был объявлен 4 июля 2024 года.
Тренер:  Давид Парадело
- Джессика Годро[англ.] В
- Рэй Лекнесс[англ.] ЦН
- Аксель Кревье[англ.] Д
- Эмма Райт[англ.] (К) Д
- Марилия Мимидес[англ.] (К) Д
- Блэр Макдауэлл[англ.] Д
- Верика Бакоч[англ.] Д
- Элиза Леме-Лавуа[англ.] ЦН
- Хейли Маккелви[англ.] Д
- Серена Браун[англ.] ЦЗ
- Киндред Пол[англ.] ЦЗ
- Шаэ Ла Рош[англ.] Д
- Клара Вульписи[англ.] В

Групповой этап
| Поз | Команда    | И | В | ВПЕН | ППЕН | П | МЗ | МП | РМ  | О  | Квалификация   |
| --- | ---------- | - | - | ---- | ---- | - | -- | -- | --- | -- | -------------- |
| 1   | Австралия  | 4 | 2 | 2    | 0    | 0 | 33 | 28 | +5  | 10 | Четвертьфиналы |
| 2   | Нидерланды | 4 | 3 | 0    | 1    | 0 | 52 | 37 | +15 | 10 | Четвертьфиналы |
| 3   | Венгрия    | 4 | 2 | 0    | 1    | 1 | 46 | 37 | +9  | 7  | Четвертьфиналы |
| 4   | Канада     | 4 | 1 | 0    | 0    | 3 | 37 | 49 | −12 | 3  | Четвертьфиналы |
| 5   | Китай      | 4 | 0 | 0    | 0    | 4 | 34 | 51 | −17 | 0  |                |

| 29 июля 2024 20:05     | \| Венгрия \| 12:7 протокол \| Канада \| \| Гурисати, Кестейи по 3 \| Голы \| три игрока по 2 \| | Париж Акватик центр Судьи: Наталья Маркополу (Греция), Марта Кабаньяс (Испания) |
| Венгрия                | 12:7 протокол                                                                                    | Канада                                                                          |
| Гурисати, Кестейи по 3 | Голы                                                                                             | три игрока по 2                                                                 |

| 31 июля 2024 15:35 | \| Канада \| 12:7 протокол \| Китай \| \| 4 игрока по 2 \| Голы \| Дэн Цзэвэнь 3 \| | Париж Акватик центр Судьи: Борис Маргета (Словения), Франк Оме (Германия) |
| Канада             | 12:7 протокол                                                                       | Китай                                                                     |
| 4 игрока по 2      | Голы                                                                                | Дэн Цзэвэнь 3                                                             |

| 2 августа 2024 14:00   | \| Австралия \| 10:7 протокол \| Канада \| \| Халлиган, Уильямс по 3 \| Голы \| Райт 3 \| | Париж Акватик центр Судьи: Алессия Феррари (Италия), Георгиос Ставридис (Греция) |
| Австралия              | 10:7 протокол                                                                             | Канада                                                                           |
| Халлиган, Уильямс по 3 | Голы                                                                                      | Райт 3                                                                           |

| 4 августа 2024 18:30 | \| Канада \| 11:20 протокол \| Нидерланды \| \| Бакоч 3 \| Голы \| Л. Рогге 5 \| | Париж Акватик центр Судьи: Дженнифер Макколл (США), Орели Бланшар (Франция) |
| Канада               | 11:20 протокол                                                                   | Нидерланды                                                                  |
| Бакоч 3              | Голы                                                                             | Л. Рогге 5                                                                  |

Четвертьфиналы
| 6 августа 2024 14:00 | \| Канада \| 8 : 18 протокол \| Испания \| \| Бакоц 5 \| Голы \| Руис 4 \| | Пари-Ла-Дефанс Арена Судьи: Аурели Бланшар (Франция), Наталия Маркополу (Греция) |
| Канада               | 8 : 18 протокол                                                            | Испания                                                                          |
| Бакоц 5              | Голы                                                                       | Руис 4                                                                           |

За 5-8 места
| 8 августа 2024 13:00    | \| Италия \| 10 : 5 протокол \| Канада \| \| Бьянкони, Марлетта по 2 \| Голы \| пять игроков по 1 \| | Пари-Ла-Дефанс Арена Судьи: Дженнифер Макколл (США), Тизато Куросаки (Япония) |
| Италия                  | 10 : 5 протокол                                                                                      | Канада                                                                        |
| Бьянкони, Марлетта по 2 | Голы                                                                                                 | пять игроков по 1                                                             |

За 7 место
| 10 августа 2024 9:00 | \| Греция \| 19 : 10 протокол \| Канада \| \| три игрока по 3 \| Голы \| Кревье 3 \| | Пари-Ла-Дефанс Арена Судьи: Орели Бланшар (Франция), Дженнифер Макколл (США) |
| Греция               | 19 : 10 протокол                                                                     | Канада                                                                       |
| три игрока по 3      | Голы                                                                                 | Кревье 3                                                                     |

## Волейбол
Мужская волейбольная команда Канады отобралась для участия в олимпийском турнире, заняв второе место на квалификационном олимпийском турнире в Сиане, Китай.
| Команда | Соревнование   | Групповая стадия | Групповая стадия | Групповая стадия | Групповая стадия | Четвертьфиналы        | Полуфиналы            | Финал / За 3 место    | Финал / За 3 место    |
| Команда | Соревнование   | Соперник Счёт    | Соперник Счёт    | Соперник Счёт    | Место            | Соперник Счёт         | Соперник Счёт         | Соперник Счёт         | Место                 |
| ------- | -------------- | ---------------- | ---------------- | ---------------- | ---------------- | --------------------- | --------------------- | --------------------- | --------------------- |
| Канада  | Мужской турнир | Словения П 1–3   | Франция П 0–3    | Сербия П 2–3     | 4                | завершили выступление | завершили выступление | завершили выступление | завершили выступление |

### Мужской турнир
Состав команды
Состав команды был объявлен 8 июля 2024 года. 
Тренер:  Туомас Саммелвуо
- Люк Херр[англ.] СВ
- Николас Хоаг[англ.] ДО
- Броди Хофер[англ.] ДО
- Данни Демьяненко[англ.] ЦБ
- Стивен Маар[англ.] ДО
- Бретт Уолш[англ.] СВ
- Ксандер Кетржински[англ.] ДИ
- Лукас ван Беркель[англ.] ЦБ
- Артур Шварц[англ.] ДИ
- Джастин Луи[англ.] Л
- Финн Маккарти[англ.] ЦБ
- Эрик Лёппки[англ.] ДО

Групповой этап
|             | Матчи | Матчи | Очки | Сеты | Сеты | Сеты  | Мячи | Мячи | Мячи  |
| В           | П     | В     | Очки | П    | В:П  | В     | П    | В:П  |       |
| ----------- | ----- | ----- | ---- | ---- | ---- | ----- | ---- | ---- | ----- |
| 1. Словения | 3     | 0     | 8    | 9    | 3    | 3,000 | 282  | 252  | 1,119 |
| 2. Франция  | 2     | 1     | 6    | 8    | 5    | 1,600 | 290  | 260  | 1,115 |
| 3. Сербия   | 1     | 2     | 3    | 5    | 8    | 0,625 | 256  | 293  | 0,874 |
| 4. Канада   | 0     | 3     | 1    | 3    | 9    | 0,333 | 254  | 277  | 0,917 |

| 28 июля 21:00 (UTC+2) |

| Словения                              | 3:1  | Канада    |
| (25:21, 25:20, 20:25, 25:21) Отчёт P2 |      |           |
| Штерн 24                              | Очки | 17 Леппки |

| Париж, Paris Sud 1 Зрителей: 9381 Судьи: Войцех Марошек (Польша), Ваэль Кандиль (Египет) |

| 30 июля 21:00 (UTC+2) |

| Франция                        | 3:0  | Канада         |
| (25:20, 25:21, 25:17) Отчёт P2 |      |                |
| Нгапет, Патри 13               | Очки | 12 Маар, Шварц |

| Париж, Paris Sud 1 Зрителей: 9365 Судьи: Ивайло Иванов (Болгария), Эпаминондас Геронтодорос (Греция) |

| 3 августа 21:00 (UTC+2) |

| Канада                                       | 2:3  | Сербия         |
| (25:16, 25:22, 24:26, 19:25, 16:18) Отчёт P2 |      |                |
| Маар 28                                      | Очки | 18 Атанасиевич |

| Париж, Paris Sud 1 Зрителей: 9398 Судьи: Стефано Чезаре (Италия), Эпаминондас Геронтодорос (Греция) |

## Гимнастика спортивная
Канада завоевала максимальные квоты на участие в мужском олимпийском турнире по спортивной гимнастике на Чемпионате мира по спортивной гимнастике 2023 года в Антверпене, Бельгия и на участие в женском олимпийском турнире на Чемпионате мира по спортивной гимнастике 2022 года в Ливерпуле, Великобритания.

### Мужчины
| Спортсмен      | Дисциплина          | Квалификация                      | Квалификация                      | Квалификация                      | Квалификация                      | Квалификация                      | Квалификация                      | Квалификация                      | Квалификация                      | Финал                | Финал                | Финал                | Финал                | Финал                | Финал                | Финал                | Финал                |
| Спортсмен      | Дисциплина          | Снаряды                           | Снаряды                           | Снаряды                           | Снаряды                           | Снаряды                           | Снаряды                           | Всего                             | Место                             | Снаряды              | Снаряды              | Снаряды              | Снаряды              | Снаряды              | Снаряды              | Всего                | Место                |
| Спортсмен      | Дисциплина          | В                                 | КН                                | КО                                | ОП                                | ПБ                                | П                                 | Всего                             | Место                             | В                    | КН                   | КО                   | ОП                   | ПБ                   | П                    | Всего                | Место                |
| -------------- | ------------------- | --------------------------------- | --------------------------------- | --------------------------------- | --------------------------------- | --------------------------------- | --------------------------------- | --------------------------------- | --------------------------------- | -------------------- | -------------------- | -------------------- | -------------------- | -------------------- | -------------------- | -------------------- | -------------------- |
| Захари Клей    | Команды             | —                                 | 13,733                            | —                                 | —                                 | 12,900                            | —                                 | —                                 | —                                 | н/д                  | 14,133               | —                    | —                    | —                    | —                    | —                    | —                    |
| Рене Курнуайе  | Команды             | 13,333                            | 13,033                            | 13,933                            | 13,766                            | 14,333                            | 12,400                            | 80,798                            | 26 Q                              | —                    | 10,566               | 12,866               | 14,400               | 14,266               | 13,600               | —                    | —                    |
| Феликс Дольчи  | Команды             | 14,133                            | 11,133                            | 13,366                            | 14,333                            | 14,400                            | 14,133                            | 81,498                            | 22 Q                              | 13,966               | —                    | 13,633               | 14,300               | 13,566               | 13,966               | —                    | —                    |
| Уильям Эмар    | Команды             | 14,000                            | —                                 | 14,400                            | 14,266                            | —                                 | 11,066                            | —                                 | —                                 | 13,833               | —                    | 13,366               | 14,466               | —                    | —                    | —                    | —                    |
| Сэмюэл Закутни | Команды             | 13,233                            | 12,233                            | 12,600                            | 13,633                            | 13,966                            | 14,033                            | 79,698                            | 26                                | 13,400               | 13,266               | —                    | —                    | 14,333               | 13,500               | —                    | —                    |
| Всего          | Команды             | 41,466                            | 38,999                            | 41,699                            | 42,365                            | 42,699                            | 40,566                            | 247,794                           | 8 Q                               | 41,199               | 37,965               | 39,865               | 43,166               | 42,165               | 41,066               | 245,426              | 8                    |
| Захари Клей    | Конь                | —                                 | 13,733                            | —                                 | —                                 | —                                 | —                                 | —                                 | 26                                | завершил выступление | завершил выступление | завершил выступление | завершил выступление | завершил выступление | завершил выступление | завершил выступление | завершил выступление |
| Захари Клей    | Параллельные брусья | —                                 | —                                 | —                                 | —                                 | 12,900                            | —                                 | —                                 | 60                                | завершил выступление | завершил выступление | завершил выступление | завершил выступление | завершил выступление | завершил выступление | завершил выступление | завершил выступление |
| Рене Курнуайе  | Многоборье          | См. результаты командного турнира | См. результаты командного турнира | См. результаты командного турнира | См. результаты командного турнира | См. результаты командного турнира | См. результаты командного турнира | См. результаты командного турнира | См. результаты командного турнира | 13,600               | 13,100               | 13,700               | 13,733               | 14,300               | 13,300               | 81,733               | 17                   |
| Рене Курнуайе  | Вольные упражнения  | 13,333                            | —                                 | —                                 | —                                 | —                                 | —                                 | —                                 | 47                                | завершил выступление | завершил выступление | завершил выступление | завершил выступление | завершил выступление | завершил выступление | завершил выступление | завершил выступление |
| Рене Курнуайе  | Конь                | —                                 | 13,033                            | —                                 | —                                 | —                                 | —                                 | —                                 | 43                                | завершил выступление | завершил выступление | завершил выступление | завершил выступление | завершил выступление | завершил выступление | завершил выступление | завершил выступление |
| Рене Курнуайе  | Кольца              | —                                 | —                                 | 13,933                            | —                                 | —                                 | —                                 | —                                 | 18                                | завершил выступление | завершил выступление | завершил выступление | завершил выступление | завершил выступление | завершил выступление | завершил выступление | завершил выступление |
| Рене Курнуайе  | Параллельные брусья | —                                 | —                                 | —                                 | —                                 | 14,333                            | —                                 | —                                 | 27                                | завершил выступление | завершил выступление | завершил выступление | завершил выступление | завершил выступление | завершил выступление | завершил выступление | завершил выступление |
| Рене Курнуайе  | Перекладина         | —                                 | —                                 | —                                 | —                                 | —                                 | 12,400                            | —                                 | 55                                | завершил выступление | завершил выступление | завершил выступление | завершил выступление | завершил выступление | завершил выступление | завершил выступление | завершил выступление |
| Феликс Дольчи  | Многоборье          | См. результаты командного турнира | См. результаты командного турнира | См. результаты командного турнира | См. результаты командного турнира | См. результаты командного турнира | См. результаты командного турнира | См. результаты командного турнира | См. результаты командного турнира | 14,366               | 12,533               | 13,766               | 14,366               | 14,333               | 11,733               | 81,097               | 20                   |
| Феликс Дольчи  | Вольные упражнения  | 14,133                            | —                                 | —                                 | —                                 | —                                 | —                                 | —                                 | 14                                | завершил выступление | завершил выступление | завершил выступление | завершил выступление | завершил выступление | завершил выступление | завершил выступление | завершил выступление |
| Феликс Дольчи  | Конь                | —                                 | 11,133                            | —                                 | —                                 | —                                 | —                                 | —                                 | 63                                | завершил выступление | завершил выступление | завершил выступление | завершил выступление | завершил выступление | завершил выступление | завершил выступление | завершил выступление |
| Феликс Дольчи  | Кольца              | —                                 | —                                 | 13,366                            | —                                 | —                                 | —                                 | —                                 | 37                                | завершил выступление | завершил выступление | завершил выступление | завершил выступление | завершил выступление | завершил выступление | завершил выступление | завершил выступление |
| Феликс Дольчи  | Параллельные брусья | —                                 | —                                 | —                                 | —                                 | 14,400                            | —                                 | —                                 | 24                                | завершил выступление | завершил выступление | завершил выступление | завершил выступление | завершил выступление | завершил выступление | завершил выступление | завершил выступление |
| Феликс Дольчи  | Перекладина         | —                                 | —                                 | —                                 | —                                 | —                                 | 14,133                            | —                                 | 13                                | завершил выступление | завершил выступление | завершил выступление | завершил выступление | завершил выступление | завершил выступление | завершил выступление | завершил выступление |
| Уильям Эмар    | Вольные упражнения  | 14,400                            | —                                 | —                                 | —                                 | —                                 | —                                 | —                                 | 20                                | завершил выступление | завершил выступление | завершил выступление | завершил выступление | завершил выступление | завершил выступление | завершил выступление | завершил выступление |
| Уильям Эмар    | Кольца              | —                                 | —                                 | 14,400                            | —                                 | —                                 | —                                 | —                                 | 13                                | завершил выступление | завершил выступление | завершил выступление | завершил выступление | завершил выступление | завершил выступление | завершил выступление | завершил выступление |
| Уильям Эмар    | Перекладина         | —                                 | —                                 | —                                 | —                                 | —                                 | 11,066                            | —                                 | 67                                | завершил выступление | завершил выступление | завершил выступление | завершил выступление | завершил выступление | завершил выступление | завершил выступление | завершил выступление |
| Сэмюэл Закутни | Вольные упражнения  | 13,233                            | —                                 | —                                 | —                                 | —                                 | —                                 | —                                 | 53                                | завершил выступление | завершил выступление | завершил выступление | завершил выступление | завершил выступление | завершил выступление | завершил выступление | завершил выступление |
| Сэмюэл Закутни | Конь                | —                                 | 12,233                            | —                                 | —                                 | —                                 | —                                 | —                                 | 53                                | завершил выступление | завершил выступление | завершил выступление | завершил выступление | завершил выступление | завершил выступление | завершил выступление | завершил выступление |
| Сэмюэл Закутни | Кольца              | —                                 | —                                 | 12,600                            | —                                 | —                                 | —                                 | —                                 | 59                                | завершил выступление | завершил выступление | завершил выступление | завершил выступление | завершил выступление | завершил выступление | завершил выступление | завершил выступление |
| Сэмюэл Закутни | Параллельные брусья | —                                 | —                                 | —                                 | —                                 | 13,966                            | —                                 | —                                 | 41                                | завершил выступление | завершил выступление | завершил выступление | завершил выступление | завершил выступление | завершил выступление | завершил выступление | завершил выступление |
| Сэмюэл Закутни | Перекладина         | —                                 | —                                 | —                                 | —                                 | —                                 | 14,033                            | —                                 | 15                                | завершил выступление | завершил выступление | завершил выступление | завершил выступление | завершил выступление | завершил выступление | завершил выступление | завершил выступление |

### Женщины
| Спортсмен     | Дисциплина          | Квалификация                      | Квалификация                      | Квалификация                      | Квалификация                      | Квалификация                      | Квалификация                      | Финал                 | Финал                 | Финал                 | Финал                 | Финал                 | Финал                 |
| Спортсмен     | Дисциплина          | Снаряды                           | Снаряды                           | Снаряды                           | Снаряды                           | Всего                             | Место                             | Снаряды               | Снаряды               | Снаряды               | Снаряды               | Всего                 | Место                 |
| Спортсмен     | Дисциплина          | ОП                                | РБ                                | Б                                 | В                                 | Всего                             | Место                             | ОП                    | РБ                    | Б                     | В                     | Всего                 | Место                 |
| ------------- | ------------------- | --------------------------------- | --------------------------------- | --------------------------------- | --------------------------------- | --------------------------------- | --------------------------------- | --------------------- | --------------------- | --------------------- | --------------------- | --------------------- | --------------------- |
| Элизабет Блэк | Команды             | 14,100                            | 14,166                            | 13,100                            | 13,400                            | 54,766                            | 9 Q                               | 14,166                | 12,800                | 14,300                | 13,633                | —                     | —                     |
| Шэллон Олсен  | Команды             | 14,433                            | —                                 | —                                 | —                                 | —                                 | —                                 | 14,400                | —                     | —                     | —                     | —                     | —                     |
| Кэсси Ли      | Команды             | —                                 | 12,166                            | 13,466                            | 12,366                            | —                                 | —                                 | —                     | —                     | 13,333                | 12,600                | —                     | —                     |
| Ава Стюарт    | Команды             | 13,600                            | 13,466                            | 12,633                            | 12,633                            | 52,332                            | 26 Q                              | 13,300                | 13,500                | 13,800                | —                     | —                     | —                     |
| Орели Тран    | Команды             | 13,166                            | 13,500                            | 12,066                            | 13,066                            | 51,798                            | 29                                | —                     | 13,500                | —                     | 13,100                | —                     | —                     |
| Всего         | Команды             | 42,133                            | 41,132                            | 39,199                            | 39,099                            | 161,563                           | 6 Q                               | 41,866                | 39,800                | 41,433                | 39,333                | 162,432               | 5                     |
| Элизабет Блэк | Многоборье          | См. результаты командного турнира | См. результаты командного турнира | См. результаты командного турнира | См. результаты командного турнира | См. результаты командного турнира | См. результаты командного турнира | 14,100                | 14,066                | 12,933                | 13,700                | 54,799                | 6                     |
| Элизабет Блэк | Опорный прыжок      | 14,000                            | —                                 | —                                 | —                                 | —                                 | 8                                 | 13,933                | —                     | —                     | —                     | 13,933                | 6                     |
| Элизабет Блэк | Разновысокие брусья | —                                 | 14,166                            | —                                 | —                                 | —                                 | 16                                | завершила выступление | завершила выступление | завершила выступление | завершила выступление | завершила выступление | завершила выступление |
| Элизабет Блэк | Бревно              | —                                 | —                                 | 13,100                            | —                                 | —                                 | 35                                | завершила выступление | завершила выступление | завершила выступление | завершила выступление | завершила выступление | завершила выступление |
| Элизабет Блэк | Вольные упражнения  | —                                 | —                                 | —                                 | 13,400                            | —                                 | 15                                | завершила выступление | завершила выступление | завершила выступление | завершила выступление | завершила выступление | завершила выступление |
| Шэллон Олсен  | Опорный прыжок      | 14,166                            | —                                 | —                                 | —                                 | —                                 | 7                                 | 13,366                | —                     | —                     | —                     | 13,366                | 8                     |
| Кэсси Ли      | Разновысокие брусья | —                                 | 12,166                            | —                                 | —                                 | —                                 | 68                                | завершила выступление | завершила выступление | завершила выступление | завершила выступление | завершила выступление | завершила выступление |
| Кэсси Ли      | Бревно              | —                                 | —                                 | 13,466                            | —                                 | —                                 | 21                                | завершила выступление | завершила выступление | завершила выступление | завершила выступление | завершила выступление | завершила выступление |
| Кэсси Ли      | Вольные упражнения  | —                                 | —                                 | —                                 | 12,366                            | —                                 | 56                                | завершила выступление | завершила выступление | завершила выступление | завершила выступление | завершила выступление | завершила выступление |
| Ава Стюарт    | Многоборье          | См. результаты командного турнира | См. результаты командного турнира | См. результаты командного турнира | См. результаты командного турнира | См. результаты командного турнира | См. результаты командного турнира | 13,333                | 12,633                | 13,166                | 12,500                | 51,632                | 19                    |
| Ава Стюарт    | Разновысокие брусья | —                                 | 13,466                            | —                                 | —                                 | —                                 | 33                                | завершила выступление | завершила выступление | завершила выступление | завершила выступление | завершила выступление | завершила выступление |
| Ава Стюарт    | Бревно              | —                                 | —                                 | 12,633                            | —                                 | —                                 | 47                                | завершила выступление | завершила выступление | завершила выступление | завершила выступление | завершила выступление | завершила выступление |
| Ава Стюарт    | Вольные упражнения  | —                                 | —                                 | —                                 | 12,633                            | —                                 | 44                                | завершила выступление | завершила выступление | завершила выступление | завершила выступление | завершила выступление | завершила выступление |
| Орели Тран    | Разновысокие брусья | —                                 | 13,500                            | —                                 | —                                 | —                                 | 31                                | завершила выступление | завершила выступление | завершила выступление | завершила выступление | завершила выступление | завершила выступление |
| Орели Тран    | Бревно              | —                                 | —                                 | 12,066                            | —                                 | —                                 | 62                                | завершила выступление | завершила выступление | завершила выступление | завершила выступление | завершила выступление | завершила выступление |
| Орели Тран    | Вольные упражнения  | —                                 | —                                 | —                                 | 13,066                            | —                                 | 26                                | завершила выступление | завершила выступление | завершила выступление | завершила выступление | завершила выступление | завершила выступление |

## Гольф
Канада получила по два места в мужские и женские соревнования по гольфу в соответствии с рейтингом IGF.
| Сопртсмен      | Категория | Раунд 1 | Раунд 2 | Раунд 3 | Раунд 4 | Итого | Итого | Итого |
| Сопртсмен      | Категория | Счет    | Счет    | Счет    | Счет    | Счет  | К пар | Место |
| -------------- | --------- | ------- | ------- | ------- | ------- | ----- | ----- | ----- |
| Ник Тэйлор     | Мужчины   | 70      | 73      | 68      | 69      | 280   | −4    | =30   |
| Кори Коннерс   | Мужчины   | 68      | 69      | 69      | 66      | 272   | −12   | =9    |
| Брук Хендерсон | Женщины   | 74      | 73      | 67      | 71      | 285   | −3    | =13   |
| Алена Шарп     | Женщины   | 71      | 76      | 77      | 73      | 297   | +9    | =42   |

## Гребля на байдарках и каноэ
Канада завоевала право выставить пять лодок в соревнованиях по гребле на байдарках и каноэ на гладкой воде по результатам Чемпионата мира по гребле на байдарках и каноэ 2023 года в Дуйсбурге, Германия и одну по итогам Панамериканской квалификационной регаты 2024 года в Сарасоте, США. Еще четыре лодки Канада получила возможность заявить благодаря квалификации гребцов в других дисциплинах согласно правилам ICF.

### Гладкая вода
Мужчины
| Спортсмен                                                   | Дисциплина              | Заезды  | Заезды | Четвертьфиналы | Четвертьфиналы | Полуфиналы | Полуфиналы | Финалы                | Финалы |
| Спортсмен                                                   | Дисциплина              | Время   | Место  | Время          | Место          | Время      | Место      | Время                 | Место  |
| ----------------------------------------------------------- | ----------------------- | ------- | ------ | -------------- | -------------- | ---------- | ---------- | --------------------- | ------ |
| Пьер-Люк Пулен Саймон Мактэвиш                              | Байдарка-двойка 500 м   | 1.28,91 | 3 QF   | 1.30,01        | 3 SF           | 1.29,01    | 6 FB       | 1.30,80               | 10     |
| Пьер-Люк Пулен Саймон Мактэвиш Николас Матвеев Лоран Лавинь | Байдарка-четвёрка 500 м | 1.22,84 | 5 QF   | 1.20,65        | 4 SF           | 1.20,70    | 5          | завершили выступление | 9      |
| Коннор Фитцпатрик                                           | Каноэ-одиночка 1000 м   | 3.50,79 | 2 SF   | —              | —              | 3.56,31    | 8 FB       | 3.52,46               | 14     |

Женщины
| Спортсмен                                               | Дисциплина              | Заезды  | Заезды | Четвертьфиналы | Четвертьфиналы | Полуфиналы | Полуфиналы | Финалы                | Финалы |
| Спортсмен                                               | Дисциплина              | Время   | Место  | Время          | Место          | Время      | Место      | Время                 | Место  |
| ------------------------------------------------------- | ----------------------- | ------- | ------ | -------------- | -------------- | ---------- | ---------- | --------------------- | ------ |
| Мишель Расселл                                          | Байдарка-одиночка 500 м | 1.51,00 | 3 QF   | 1.49,79        | 2 SF           | 1.50,28    | 2 FA       | 1.53,83               | 8      |
| Райли Мелансон                                          | Байдарка-одиночка 500 м | 1.54,11 | 4 QF   | 1.50,16        | 3 SF           | 1.52,99    | 6 FC       | 1.56,36               | 22     |
| Куртни Стотт Натали Дэвисон                             | Байдарка-двойка 500 м   | 1.44,35 | 3 QF   | 1.42,58        | 4 SF           | 1.42,57    | 8 FB       | 1.46,96               | 15     |
| Куртни Стотт Натали Дэвисон Райли Мелансон Тошка Бешара | Байдарка-четвёрка 500 м | 1.37,87 | 5 SF   | —              | —              | 1.39,24    | 4          | завершили выступление | 10     |
| София Дженсен                                           | Каноэ-одиночка 200 м    | 46,80   | 1 SF   | —              | —              | 45,66      | 3 FA       | 45,08                 | 6      |
| Кэти Винсент                                            | Каноэ-одиночка 200 м    | 47,22   | 1 SF   | —              | —              | 45,01      | 1 FA       | 44,12                 | 1      |
| Кэти Винсент Слоан Маккензи                             | Каноэ-двойка 500 м      | 1.54,16 | 1 SF   | —              | —              | 1.55,34    | 1 FA       | 1.54,36               | 3      |

### Гребной слалом
Канада завоевала право выставить по одной лодке в мужских и женских соревнованиях на каноэ, а также автоматически в кроссе на байдарках у мужчин и женщин, по результатам Панамериканского квалификационного турнира 2024 года в Рио-де-Жанейро, Бразилия. Еще по одному месту в мужских и женских соревнованиях на байдарках Канада получила в результате перераспределения квот.
Мужчины
| Спортсмен     | Дисциплина        | Заезды    | Заезды | Заезды    | Заезды | Заезды       | Заезды | Полуфинал            | Полуфинал            | Финал                | Финал |
| Спортсмен     | Дисциплина        | 1 попытка | Место  | 2 попытка | Место  | Лучшее время | Место  | Время                | Место                | Время                | Место |
| ------------- | ----------------- | --------- | ------ | --------- | ------ | ------------ | ------ | -------------------- | -------------------- | -------------------- | ----- |
| Алекс Балдони | Байдарка-одиночка | 95,18     | 17     | 97,25     | 16     | 95,18        | 17     | завершил выступление | завершил выступление | завершил выступление | 21    |
| Алекс Балдони | Каноэ-одиночка    | 97,32     | 13     | 98,56     | 10     | 97,32        | 15 SF  | 127,41               | 15                   | завершил выступление | 15    |

Женщины
| Спортсмен      | Дисциплина        | Заезды    | Заезды | Заезды    | Заезды | Заезды       | Заезды | Полуфинал             | Полуфинал             | Финал                 | Финал |
| Спортсмен      | Дисциплина        | 1 попытка | Место  | 2 попытка | Место  | Лучшее время | Место  | Время                 | Место                 | Время                 | Место |
| -------------- | ----------------- | --------- | ------ | --------- | ------ | ------------ | ------ | --------------------- | --------------------- | --------------------- | ----- |
| Лоис Беттеридж | Байдарка-одиночка | 106,45    | 21     | 106,21    | 21     | 106,21       | 22 SF  | 127.67                | 20                    | завершила выступление | 20    |
| Лоис Беттеридж | Каноэ-одиночка    | 120,22    | 19     | 115,60    | 16     | 115,60       | 19     | завершила выступление | завершила выступление | завершила выступление | 19    |

Кросс на байдарках
| Спортсмен      | Категория | Квалиф. время | Место | 1 круг | Утеш. заезды | 2 круг | Четвертьфиналы        | Полуфиналы            | Финал                 | Место |
| -------------- | --------- | ------------- | ----- | ------ | ------------ | ------ | --------------------- | --------------------- | --------------------- | ----- |
| Алекс Балдони  | Мужчины   | 73,70         | 24    | 2 Q    | —            | 4      | завершил выступление  | завершил выступление  | завершил выступление  | 29    |
| Лоис Беттеридж | Женщины   | 79,76         | 37    | 4 R    | 2 Q          | 3      | завершила выступление | завершила выступление | завершила выступление | 24    |

## Дзюдо
Канада получила по рейтингу IJF по три места в мужских и женских соревнованиях. Для формирования смешанной команды, в соответствии с правилами IJF, Канада получила одно дополнительное место в тяжёлом весе у женщин.
| Спортсмен                 | Категория           | 1/16 финала                   | 1/8 финала                  | Четвертьфиналы              | Полуфиналы                  | Утеш. поединки              | Финал / За 3 место    | Финал / За 3 место    |
| Спортсмен                 | Категория           | Соперник Результат            | Соперник Результат          | Соперник Результат          | Соперник Результат          | Соперник Результат          | Соперник Результат    | Место                 |
| ------------------------- | ------------------- | ----------------------------- | --------------------------- | --------------------------- | --------------------------- | --------------------------- | --------------------- | --------------------- |
| Артур Маржелидон          | Мужчины до 73 кг    | TJKБехруз Ходжазода В 01–00   | GERИгорь Вандтке В 10–00    | AZEХидаят Гейдаров П 00–10  | —                           | ITAМануэль Ломбардо П 00–10 | —                     | =7                    |
| Франсуа Готье-Драпо       | Мужчины до 81 кг    | PORЖоао Фернандо В 10–00      | PURАдриан Гандия В 10–00    | ITAАнтонио Эспозито П 00–10 | —                           | BELМаттиас Кассе П 00–01    | —                     | =7                    |
| Шади эль Нахас            | Мужчины до 100 кг   | —                             | SUIДаниэль Эйх П 00–01      | завершил выступление        | завершил выступление        | завершил выступление        | завершил выступление  | завершил выступление  |
| Келли Дегучи              | Женщины до 52 кг    | JPNУта Абэ П 00–11            | завершила выступление       | завершила выступление       | завершила выступление       | завершила выступление       | завершила выступление | завершила выступление |
| Криста Дегучи             | Женщины до 57 кг    | —                             | PANКристина Хименес В 10–00 | SRBМарица Перишич В 01–00   | FRAСара-Леони Сизик В 10–00 | —                           | KORХо Ми Ми В 10–00   | 1                     |
| Катрин Бошмен-Пинар       | Женщины до 63 кг    | —                             | HUNСофи Озбаш В 10–00       | SLOАндрея Лешки П 00–01     | —                           | KOSЛаура Фазлиу П 00–01     | —                     | 7                     |
| Ана Лаура Портуондо-Исаси | Женщины свыше 78 кг | Исайяна Маренко (NCA) П 00–01 | завершила выступление       | завершила выступление       | завершила выступление       | завершила выступление       | завершила выступление | завершила выступление |

Смешанные команды
| Спортсмен | Дисциплина        | 1/16 финала        | 1/8 финала         | Четвертьфиналы        | Полуфиналы            | Утеш. поединки        | Финал/За 3 место      | Финал/За 3 место      |
| Спортсмен | Дисциплина        | Соперник Результат | Соперник Результат | Соперник Результат    | Соперник Результат    | Соперник Результат    | Соперник Результат    | Место                 |
| --- | ----------------- | ------------------ | ------------------ | --------------------- | --------------------- | --------------------- | --------------------- | --------------------- |
| Артур Маржелидон Франсуа Готье-Драпо Шади эль Нахас Келли Дегучи Криста Дегучи Катрин Бошмен-Пинар Ана Лаура Портуондо-Исаси | Смешанные команды | —                  | Узбекистан · П 0–4 | завершили выступление | завершили выступление | завершили выступление | завершили выступление | завершили выступление |

## Конный спорт
Канада завоевала максимально возможное количество мест в олимпийском турнире по конному спорту — по команде из трех человек и три места в личных соревнованиях во всех трех олимпийских дисциплинах конного спорта на Панамериканских играх 2023 года в Чили.

### Выездка
| Спортсмен                                                        | Лошадь       | Дисциплина       | Гран При | Гран При | Специальный Гран При  | Специальный Гран При  | Произвольный Гран При | Произвольный Гран При |
| Спортсмен                                                        | Лошадь       | Дисциплина       | Баллы    | Место    | Баллы                 | Место                 | Баллы                 | Место                 |
| ---------------------------------------------------------------- | ------------ | ---------------- | -------- | -------- | --------------------- | --------------------- | --------------------- | --------------------- |
| Крис фон Мартельс                                                | Eclips       | Личный турнир    | 66,863   | 49       | —                     | —                     | завершил выступление  | завершил выступление  |
| Камилла Карье-Бержерон                                           | Finnländerin | Личный турнир    | 68,338   | 43       | —                     | —                     | завершила выступление | завершила выступление |
| Наима Морейра-Лалиберте                                          | Statesman    | Личный турнир    | 68,711   | 41       | —                     | —                     | завершила выступление | завершила выступление |
| Крис фон Мартельс Камилла Карье-Бержерон Наима Морейра-Лалиберте | См. выше     | Командный турнир | 203,912  | 11       | завершили выступление | завершили выступление | —                     | —                     |

### Троеборье
| Спортсмен                                | Лошадь     | Дисциплина       | Выездка | Выездка | Кросс | Кросс  | Кросс | Конкур       | Конкур       | Конкур       | Конкур                | Конкур                | Конкур                | Всего  | Всего |
| Спортсмен                                | Лошадь     | Дисциплина       | Выездка | Выездка | Кросс | Кросс  | Кросс | Квалификация | Квалификация | Квалификация | Финал                 | Финал                 | Финал                 | Всего  | Всего |
| Спортсмен                                | Лошадь     | Дисциплина       | Штраф   | Место   | Штраф | Всего  | Место | Штраф        | Всего        | Место        | Штраф                 | Всего                 | Место                 | Штраф  | Место |
| ---------------------------------------- | ---------- | ---------------- | ------- | ------- | ----- | ------ | ----- | ------------ | ------------ | ------------ | --------------------- | --------------------- | --------------------- | ------ | ----- |
| Джессика Феникс                          | Freedom GS | Личный турнир    | 35,40   | =43     | 32,40 | 67,80  | 49    | 0,00         | 67,80        | 38           | завершила выступление | завершила выступление | завершила выступление | 67,80  | 38    |
| Карл Слезак                              | Hot Bobo   | Личный турнир    | 35,80   | =46     | 4,80  | 40,60  | 27    | 12,00        | 52,60        | 32           | завершил выступление  | завершил выступление  | завершил выступление  | 52,60  | 32    |
| Майкл Уинтер                             | El Mundo   | Личный турнир    | 35,20   | 42      | 14,40 | 49,60  | 38    | 44,00        | 53,60        | 35           | завершил выступление  | завершил выступление  | завершил выступление  | 53,60  | 35    |
| Джессика Феникс Карл Слезак Майкл Уинтер | См. выше   | Командный турнир | 106,40  | 14      | 51,60 | 158,00 | 11    | 16,00        | 174,00       | 11           | —                     | —                     | —                     | 174,00 | 11    |

### Конкур
| Спортсмен                              | Лошадь            | Дисциплина       | Квалификация | Квалификация | Квалификация | Финал                 | Финал                 | Финал                 |
| Спортсмен                              | Лошадь            | Дисциплина       | Штраф        | Время        | Место        | Штраф                 | Время                 | Место                 |
| -------------------------------------- | ----------------- | ---------------- | ------------ | ------------ | ------------ | --------------------- | --------------------- | --------------------- |
| Эринн Баллар                           | Nikka Vd Bisschop | Личный турнир    | 4            | 76,60        | 37           | завершила выступление | завершила выступление | завершила выступление |
| Марио Делорьер                         | Emerson           | Личный турнир    | 4            | 74,93        | 31           | 8                     | 82,64                 | 18                    |
| Тиффани Фостер                         | Figor             | Личный турнир    | 8            | 76,78        | 50           | завершила выступление | завершила выступление | завершила выступление |
| Эринн Баллар Марио Делорьер Эми Миллар | См. выше Truman   | Командный турнир | 32           |              | 14           | завершили выступление | завершили выступление | завершили выступление |

## Легкая атлетика
Канадские легкоатлеты выполнили нормативы для участия в Играх 2024 года, пройдя прямую квалификацию или по мировому рейтингу, в следующих соревнованиях (максимум по 3 спортсмена в каждом):
Беговые дисциплины
Мужчины
| Спортсмен                                             | Дисциплина            | Забеги    | Забеги | Утеш. забеги | Утеш. забеги | Полуфиналы           | Полуфиналы           | Финал                | Финал                |
| Спортсмен                                             | Дисциплина            | Результат | Место  | Результат    | Место        | Результат            | Место                | Результат            | Место                |
| ----------------------------------------------------- | --------------------- | --------- | ------ | ------------ | ------------ | -------------------- | -------------------- | -------------------- | -------------------- |
| Андре Де Грасс                                        | 100 м                 | 10,07     | 3 Q    | —            | —            | 9,98                 | 5                    | завершил выступление | завершил выступление |
| Андре Де Грасс                                        | 200 м                 | 20,30     | 2 Q    | —            | —            | 20,41                | 3                    | завершил выступление | завершил выступление |
| Аарон Браун                                           | 100 м                 | DQ        | DQ     | —            | —            | завершил выступление | завершил выступление | завершил выступление | завершил выступление |
| Аарон Браун                                           | 200 м                 | 20,36     | 4 R    | 20,42        | 2 q          | 20,57                | 7                    | завершил выступление | завершил выступление |
| Дуан Асемота                                          | 100 м                 | 10,17     | 5      | —            | —            | завершил выступление | завершил выступление | завершил выступление | завершил выступление |
| Брендон Родни                                         | 200 м                 | 20,30     | 4 R    | 20,42        | 3 Q          | 20,59                | 5                    | завершил выступление | завершил выступление |
| Кристофер Моралес-Уильямс                             | 400 м                 | 44,96     | 2 Q    | —            | —            | 45,25                | 21                   | завершил выступление | завершил выступление |
| Марко Ароп                                            | 800 м                 | 1.45,74   | 2 Q    | —            | —            | 1.45,05              | 1 Q                  | 1.41,20 AR           | 2                    |
| Шарль Филибер-Тибуто                                  | 1500 м                | 3.36,92   | 14 R   | 3.33,53      | 2 Q          | 3.33,29              | 11                   | завершил выступление | завершил выступление |
| Киран Ламб                                            | 1500 м                | 3.38,11   | 10 R   | 3.35,76      | 5            | завершил выступление | завершил выступление | завершил выступление | завершил выступление |
| Бен Фланаган                                          | 5000 м                | 13.59,23  | 17     | —            | —            | —                    | —                    | завершил выступление | завершил выступление |
| Томас Фафард                                          | 5000 м                | 14.09,37  | 8 Q    | —            | —            | —                    | —                    | 13.49,7              | 22                   |
| Мохаммед Ахмед                                        | 5000 м                | 14.15,76  | 16     | —            | —            | —                    | —                    | завершил выступление | завершил выступление |
| Мохаммед Ахмед                                        | 10 000 м              | —         | —      | —            | —            | —                    | —                    | 26.43,79             | 4                    |
| Крейг Торн                                            | 110 м с/б             | 13,60     | 7 R    | 13,62        | 5            | завершил выступление | завершил выступление | завершил выступление | завершил выступление |
| Жан-Симон Деганье                                     | 3000 м с/пр           | 8.25,28   | 5 Q    | —            | —            | —                    | —                    | 8.19,31              | 13                   |
| Камерон Левинс                                        | Марафон               | —         | —      | —            | —            | —                    | —                    | 2:11.56              | 36                   |
| Рори Линклеттер                                       | Марафон               | —         | —      | —            | —            | —                    | —                    | 2:13.09              | 47                   |
| Эван Данфи                                            | Ходьба 20 км          | —         | —      | —            | —            | —                    | —                    | 1:19.16              | 5                    |
| Аарон Браун Джером Блейк Брендон Родни Андре Де Грасс | Эстафета 4×100 метров | 38,39     | 3 Q    | —            | —            | —                    | —                    | 37,50                | 1                    |

Женщины
| Спортсмен                                               | Дисциплина            | Забеги    | Забеги | Утеш. забеги | Утеш. забеги | Полуфиналы            | Полуфиналы            | Финал                 | Финал                 |
| Спортсмен                                               | Дисциплина            | Результат | Место  | Результат    | Место        | Результат             | Место                 | Результат             | Место                 |
| ------------------------------------------------------- | --------------------- | --------- | ------ | ------------ | ------------ | --------------------- | --------------------- | --------------------- | --------------------- |
| Одри Ледюк                                              | 100 м                 | 10,95 NR  | 1 Q    | —            | —            | 11,10                 | 5                     | завершила выступление | завершила выступление |
| Одри Ледюк                                              | 200 м                 | 22,88     | 3 Q    | —            | —            | 22,68                 | 6                     | завершила выступление | завершила выступление |
| Жаклин Мадого                                           | 100 м                 | 11,27     | 4      | —            | —            | завершила выступление | завершила выступление | завершила выступление | завершила выступление |
| Жаклин Мадого                                           | 200 м                 | 22,78     | 4 R    | 22,58        | 1 Q          | 22.81                 | 7                     | завершила выступление | завершила выступление |
| Лорен Гейл                                              | 400 м                 | 53,13     | 6 R    | 52,68        | 6            | завершила выступление | завершила выступление | завершила выступление | завершила выступление |
| Зои Шерар                                               | 400 м                 | 51,97     | 7 R    | 51,43        | 3            | завершила выступление | завершила выступление | завершила выступление | завершила выступление |
| Джаз Шукла                                              | 800 м                 | 2.00,80   | 5 R    | 2.02,00      | 2            | завершила выступление | завершила выступление | завершила выступление | завершила выступление |
| Люсия Стаффорд                                          | 1500 м                | 4.09,81   | 12 R   | 4.08,91      | 10           | завершила выступление | завершила выступление | завершила выступление | завершила выступление |
| Симоне Плурд                                            | 1500 м                | 4.06,59   | 9 R    | 4.08,49      | 6            | завершила выступление | завершила выступление | завершила выступление | завершила выступление |
| Кейт Каррент                                            | 1500 м                | 4.02,22   | 10 R   | 4.02,26      | 5            | завершила выступление | завершила выступление | завершила выступление | завершила выступление |
| Бриана Скотт                                            | 5000 м                | 15.47,30  | 19     | —            | —            | —                     | —                     | завершила выступление | завершила выступление |
| Мариам Абдул-Рашид                                      | 100 м с/б             | 12,80     | 5 q    | —            | —            | 12,60                 | 5                     | завершила выступление | завершила выступление |
| Мишель Гаррисон                                         | 100 м с/б             | 13,40     | 8      | 13,30        | 7            | завершила выступление | завершила выступление | завершила выступление | завершила выступление |
| Саванна Сатерленд                                       | 400 м с/б             | 54,80     | 3 Q    | —            | —            | 53,80                 | 6 q                   | 53,88                 | 7                     |
| Сейли Маккейб                                           | 3000 м с/пр           | 9.20,71   | 7      | —            | —            | —                     | —                     | завершила выступление | завершила выступление |
| Риган Йи                                                | 3000 м с/пр           | 9.27,81   | 12     | —            | —            | —                     | —                     | завершила выступление | завершила выступление |
| Малинди Элмор                                           | Марафон               | —         | —      | —            | —            | —                     | —                     | 2:31.08               | 35                    |
| Сейд Маккрит Жаклин Мадого Мари-Элуаз Леклер Одри Ледюк | Эстафета 4×100 метров | 42,50 NR  | 7 q    | —            | —            | —                     | —                     | 42,69                 | 6                     |
| Зои Шерар Айянна Стиверн Лорен Гейл Кайра Константин    | Эстафета 4×400 метров | 3.25,77   | 8 q    | —            | —            | —                     | —                     | 3.22,01               | 6                     |

Микст
| Спортсмен                 | Дисциплина      | Забеги    | Забеги | Финал      | Финал |
| Спортсмен                 | Дисциплина      | Результат | Место  | Результат  | Место |
| ------------------------- | --------------- | --------- | ------ | ---------- | ----- |
| Эван Данфи Оливия Лундман | Ходьба эстафета | —         | —      | 3:04.57 NR | 20    |

Технические дисциплины
Мужчины
| Спортсмен      | Дисциплина     | Полуфиналы | Полуфиналы | Финал                | Финал                |
| Спортсмен      | Дисциплина     | Результат  | Место      | Результат            | Место                |
| -------------- | -------------- | ---------- | ---------- | -------------------- | -------------------- |
| Итэн Кецберг   | Метание молота | 79,93      | 1 Q        | 84,12                | 1                    |
| Роуэн Хэмилтон | Метание молота | 77,78      | 2 Q        | 76,59                | 9                    |
| Адам Кинан     | Метание молота | 74,45      | 13         | завершил выступление | завершил выступление |

Женщины
| Спортсмен      | Дисциплина      | Полуфиналы | Полуфиналы | Финал                 | Финал                 |
| Спортсмен      | Дисциплина      | Результат  | Место      | Результат             | Место                 |
| -------------- | --------------- | ---------- | ---------- | --------------------- | --------------------- |
| Алиша Ньюман   | Прыжки с шестом | 4,55       | 7 q        | 4.85 NR               | 3                     |
| Аника Ньюэлл   | Прыжки с шестом | 4,40       | 26         | завершила выступление | завершила выступление |
| Сара Миттон    | Толкание ядра   | 19,77      | 1 Q        | 17,48                 | 12                    |
| Кэмрин Роджерс | Метание молота  | 74,69      | 2 Q        | 76,97                 | 1                     |

Комбинированные дисциплины – Десятиборье
| Спортсмен     | Вид       | 100 м | ДЛ   | ЯД    | ВЫ   | 400 м | 110 с/б | ДИ    | ШЕ | КО  | 1500 м | Сумма | Место |
| ------------- | --------- | ----- | ---- | ----- | ---- | ----- | ------- | ----- | -- | --- | ------ | ----- | ----- |
| Дамиан Уорнер | Результат | 10,25 | 7,79 | 14,45 | 2,02 | 47,34 | 13,62   | 48,68 | NM | DNS | DNS    | DNF   | DNF   |
| Дамиан Уорнер | Баллы     | 1035  | 1007 | 756   | 822  | 941   | 1024    | 843   | 0  | DNS | DNS    | DNF   | DNF   |

## Настольный теннис
Канада завоевала место в командных соревнованиях и, автоматически, два места в личных соревнованиях мужчин на Панамериканском чемпионате по настольному теннису 2023 года в Гаване, Куба. Еще одно индивидуальное место в женских соревнованиях Канада получила по итогам Панамериканского квалификационного турнира 2024 года в Лиме, Перу.
| Спортсмен                       | Дисциплина      | 1/32                        | 1/16                   | 1/8                   | Четвертьфиналы        | Полуфиналы            | Финал / За 3 место    | Финал / За 3 место    |
| Спортсмен                       | Дисциплина      | Соперник Результат          | Соперник Результат     | Соперник Результат    | Соперник Результат    | Соперник Результат    | Соперник Результат    | Место                 |
| ------------------------------- | --------------- | --------------------------- | ---------------------- | --------------------- | --------------------- | --------------------- | --------------------- | --------------------- |
| Эжен Ванг                       | Мужчины личное  | JPNСюнсукэ Тогами П 0–4     | завершил выступление   | завершил выступление  | завершил выступление  | завершил выступление  | завершил выступление  | завершил выступление  |
| Эдвард Ли                       | Мужчины личное  | GREПанайотис Гьонис П 0–4   | завершил выступление   | завершил выступление  | завершил выступление  | завершил выступление  | завершил выступление  | завершил выступление  |
| Эжен Ванг Эдвард Ли Жереми Азен | Мужчины команды | —                           | —                      | Германия · П 0–3      | завершили выступление | завершили выступление | завершили выступление | завершили выступление |
| Чжан Мо                         | Женщины личное  | CHIМария Паулина Вега В 4–0 | FRAЦзя Нань Юань П 1–4 | завершила выступление | завершила выступление | завершила выступление | завершила выступление | завершила выступление |

## Парусный спорт
Канада завоевала право выставить по одной лодке (яхте) в нижеследующих классах судов по результатам Чемпионата мира по парусному спорту 2023 года в Гааге, Нидерланды и Панамериканских игр 2023 года в Чили.
Гонки с выбыванием
| Спортсмен    | Дисциплина           | Открытые серии | Открытые серии | Открытые серии | Открытые серии | Открытые серии | Открытые серии | Открытые серии | Открытые серии | Открытые серии | Открытые серии | Открытые серии | Открытые серии | Открытые серии | Открытые серии | Открытые серии | Открытые серии | Открытые серии | Открытые серии | 1/4 финала            | Полуфинал             | Полуфинал             | Полуфинал             | Полуфинал             | Полуфинал             | Полуфинал             | Полуфинал             | Полуфинал             | Финал                 | Финал                 | Финал                 | Финал                 | Финал                 | Финал                 | Финал                 | Финал                 |
| Спортсмен    | Дисциплина           | 1              | 2              | 3              | 4              | 5              | 6              | 7              | 8              | 9              | 10             | 11             | 12             | 13             | 14             | 15             | 16             | Сумма          | Место          | Место                 | 1                     | 2                     | 3                     | 4                     | 5                     | 6                     | Всего побед           | Место                 | 1                     | 2                     | 3                     | 4                     | 5                     | 6                     | Всего побед           | Место                 |
| ------------ | -------------------- | -------------- | -------------- | -------------- | -------------- | -------------- | -------------- | -------------- | -------------- | -------------- | -------------- | -------------- | -------------- | -------------- | -------------- | -------------- | -------------- | -------------- | -------------- | --------------------- | --------------------- | --------------------- | --------------------- | --------------------- | --------------------- | --------------------- | --------------------- | --------------------- | --------------------- | --------------------- | --------------------- | --------------------- | --------------------- | --------------------- | --------------------- | --------------------- |
| Эмили Бухеха | Женщины Формула Кайт | 19             | 19             | 18             | 17             | 17             | 12             | отменены       | отменены       | отменены       | отменены       | отменены       | отменены       | отменены       | отменены       | отменены       | отменены       | 83             | 18             | завершила выступление | завершила выступление | завершила выступление | завершила выступление | завершила выступление | завершила выступление | завершила выступление | завершила выступление | завершила выступление | завершила выступление | завершила выступление | завершила выступление | завершила выступление | завершила выступление | завершила выступление | завершила выступление | завершила выступление |

Медальные гонки
| Спортсмен                                    | Дисциплина      | Гонка | Гонка | Гонка | Гонка | Гонка | Гонка | Гонка | Гонка | Гонка | Гонка    | Гонка | Гонка | Гонка | Баллы | Место |
| Спортсмен                                    | Дисциплина      | 1     | 2     | 3     | 4     | 5     | 6     | 7     | 8     | 9     | 10       | 11    | 12    | M*    | Баллы | Место |
| -------------------------------------------- | --------------- | ----- | ----- | ----- | ----- | ----- | ----- | ----- | ----- | ----- | -------- | ----- | ----- | ----- | ----- | ----- |
| Уильям Джонс Джастин Барнс                   | Мужчины 49-й    | 14    | 13    | 20    | 18    | 12    | 8     | 15    | 4     | 20    | 14       | 7     | 17    | EL    | 142   | 17    |
| Сара Дуглас                                  | Женщины ILCA 6  | 23    | 13    | 13    | 12    | 17    | 8     | 13    | 9     | 14    | отменена | —     | —     | 6     | 105   | 8     |
| Антония Левен-ЛаФранс Джорджия Левен-ЛаФранс | Женщины 49-й FX | 1     | 19    | 12    | 21    | 1     | 19    | 6     | 6     | 11    | 5        | 13    | 15    | EL    | 107   | 11    |

M = Медальная гонка; EL = Выбыл – не участвовал в медальной гонке

## Плавание
Канадские пловцы выполнили требования для участия в нижеследующих дисциплинах плавательного турнира Олимпиады (максимум два пловца, выполнивших Олимпийский квалификационный норматив (OST) или, возможно, Олимпийский рассматриваемый норматив (OCT)). 
Мужчины
| Джошуа Льендо                                                  | 50 м вольный стиль        | 21,92   | 15 Q  | 21,69                | 9 q                  | 21,58                 | 4                     |                       |                       |
| Джошуа Льендо                                                  | 100 м вольный стиль       | 48,34   | =10 Q | 48,06                | 11                   | завершил выступление  | завершил выступление  |                       |                       |
| Джошуа Льендо                                                  | 100 м баттерфляй          | 50,55   | 2 Q   | 50,42                | 3 Q                  | 49,99 NR              | 2                     |                       |                       |
| Юрий Кисиль                                                    | 100 м вольный стиль       | 49,06   | 29    | завершил выступление | завершил выступление | завершил выступление  | завершил выступление  |                       |                       |
| Хавьер Асеведо                                                 | 100 м на спине            | 54,19   | 20    | завершил выступление | завершил выступление | завершил выступление  | завершил выступление  |                       |                       |
| Блейк Тирни                                                    | 100 м на спине            | 5389    | 15 Q  | 53,71                | 16                   | завершил выступление  | завершил выступление  | завершил выступление  | завершил выступление  |
| Блейк Тирни                                                    | 200 м на спине            | 1.58,39 | 19    | завершил выступление | завершил выступление | завершил выступление  | завершил выступление  |                       |                       |
| Илья Харун                                                     | 100 м баттерфляй          | 50,71   | 5 Q   | 50,68                | 6 Q                  | 50,45                 | 3                     |                       |                       |
| Илья Харун                                                     | 200 м баттерфляй          | 1.54,06 | 2 Q   | 1.54,01              | 3 Q                  | 1.52,80               | 3                     |                       |                       |
| Финли Нокс                                                     | 200 м комплекс            | 1.58,97 | 13 Q  | 1.57,76              | 8 Q                  | 1.57,26               | 8                     |                       |                       |
| Тристан Янкович                                                | 400 м комплекс            | 4.18,23 | 16    | —                    | —                    | завершил выступление  | завершил выступление  | завершил выступление  | завершил выступление  |
| Джошуа Льендо Юрий Кисиль Финли Нокс Хавьер Асеведо            | 4 × 100 м вольный стиль   | 3.12,77 | 3 Q   | —                    | —                    | 3.12,18               | 6                     |                       |                       |
| Патрик Хасси Алекс Аксон Джереми Бэгшоу Лорн Уиггинтон         | 4 × 200 м вольный стиль   | 7.12,07 | 14    | —                    | —                    | завершили выступление | завершили выступление | завершили выступление | завершили выступление |
| Блейк Тирни Финли Нокс Илья Харун Джошуа Льендо Хавьер Асеведо | 4 × 100 м комбинированная | 3.32,33 | 7 Q   | —                    | —                    | 3.31,27               | 5                     |                       |                       |

Женщины
| Спортсмен                                                                               | Дисциплина                | Заплывы | Заплывы | Полуфиналы            | Полуфиналы            | Финал                 | Финал                 |
| Спортсмен                                                                               | Дисциплина                | Время   | Место   | Время                 | Место                 | Время                 | Место                 |
| --------------------------------------------------------------------------------------- | ------------------------- | ------- | ------- | --------------------- | --------------------- | --------------------- | --------------------- |
| Тейлор Рак                                                                              | 50 м вольный стиль        | 24,57   | =8 Q    | 24,72                 | 13                    | завершила выступление | завершила выступление |
| Мэгги Мак-Нил                                                                           | 100 м вольный стиль       | 54,16   | 16 Q    | DNS                   | DNS                   | завершила выступление | завершила выступление |
| Мэгги Мак-Нил                                                                           | 100 м баттерфляй          | 57,00   | 7 Q     | 56,55                 | 3 Q                   | 56,44                 | 5                     |
| Мэри-Софи Харви                                                                         | 200 м вольный стиль       | 1.56,21 | 2 Q     | 1.56,37               | 8 Q                   | 1.55,29               | 4                     |
| Саммер Макинтош                                                                         | 400 м вольный стиль       | 4.02,65 | 4 Q     | —                     | —                     | 3.58,37               | 2                     |
| Саммер Макинтош                                                                         | 200 м баттерфляй          | 2.07,70 | 6 Q     | 2.04,87               | 1 Q                   | 2:03.03 OR            | 1                     |
| Саммер Макинтош                                                                         | 200 м комплекс            | 2.09,90 | 1 Q     | 2.08,30               | 2 Q                   | 2.06,56 OR, NR        | 1                     |
| Саммер Макинтош                                                                         | 400 м комплекс            | 4.37,35 | 3 Q     | —                     | —                     | 4.27,71               | 1                     |
| Кайли Масс                                                                              | 100 м на спине            | 59,06   | 4 Q     | 58,82                 | 5 Q                   | 58,29                 | 4                     |
| Кайли Масс                                                                              | 200 м на спине            | 2.08,54 | 2 Q     | 2.07,92               | 5 Q                   | 2.05,57               | 3                     |
| Ингрид Вильм                                                                            | 100 м на спине            | 1.00,06 | 12 Q    | 59,10                 | 6 Q                   | 59,25                 | 6                     |
| Реган Ратвелл                                                                           | 200 м на спине            | 2.12,21 | 22      | завершила выступление | завершила выступление | завершила выступление | завершила выступление |
| Софи Ангус                                                                              | 100 м брасс               | 1.06,93 | 18      | завершила выступление | завершила выступление | завершила выступление | завершила выступление |
| Сидни Пикрем                                                                            | 200 м брасс               | 2.25,45 | 13 Q    | 2.24,03               | 9                     | завершила выступление | завершила выступление |
| Келси Вог                                                                               | 200 м брасс               | 2.25,11 | 12 Q    | 2.24,82               | 13                    | завершила выступление | завершила выступление |
| Ребекка Смит                                                                            | 100 м баттерфляй          | 58,85   | 24      | завершила выступление | завершила выступление | завершила выступление | завершила выступление |
| Сидни Пикрем                                                                            | 200 м комплекс            | 2.10,63 | 4 Q     | 2.09,65               | 6 Q                   | 2.09,74               | 6                     |
| Элла Янсен                                                                              | 400 м комплекс            | 4.42,06 | 11      | —                     | —                     | завершила выступление | завершила выступление |
| Мэгги Мак-Нил Тейлор Рак Саммер Макинтош Пенни Олексяк Бруклин Даутрайт Мэри-Софи Харви | 4 × 100 м вольный стиль   | 3.35,29 | 4 Q     | —                     | —                     | 3.32,99               | 4                     |
| Мэри-Софи Харви Элла Янсен Саммер Макинтош Жюли Бруссо Эмма О’Кройнин                   | 4 × 200 м вольный стиль   | 7.53,03 | 6 Q     | —                     | —                     | 7.46,05               | 4                     |
| Кайли Масс Софи Ангус Мэгги Мак-Нил Саммер Макинтош Ингрид Вильм Пенни Олексяк          | 4 × 100 м комбинированная | 3.56,10 | 2 Q     | —                     | —                     | 3.53,91               | 4                     |
| Эмма Финлин                                                                             | 10 км открытая вода       | —       | —       | —                     | —                     | 2:22.06,5             | 23                    |

Микст
| Спортсмен                                                                            | Дисциплина                | Заплывы | Заплывы | Финал   | Финал |
| Спортсмен                                                                            | Дисциплина                | Время   | Место   | Время   | Место |
| ------------------------------------------------------------------------------------ | ------------------------- | ------- | ------- | ------- | ----- |
| Кайли Масс Финли Нокс Джошуа Льендо Мэгги Мак-Нил Блейк Тирни Аполло Хесс Тейлор Рак | 4 × 100 м комбинированная | 3.43,87 | 6 Q     | 3.41,41 | 5     |

## Пляжный волейбол
Канада получила одну квоту в женском олимпийском турнире по пляжному волейболу на основании Олимпийского рейтинга FIVB и завоевала по одной квоте в мужской и женский турниры по результатам Кубка NORCECA 2024 года в Тласкале, Мексика.
| Спортсмены                              | Категория | Групповой этап                                             | Групповой этап                                               | Групповой этап                                              | Групповой этап | Стыковые матчи                                                  | 1/8 финала                                        | Четвертьфиналы                                         | Полуфиналы                                                 | Финал / Матч за 3 место                                            | Место                 |
| Спортсмены                              | Категория | Соперник Счёт                                              | Соперник Счёт                                                | Соперник Счёт                                               | Место          | Соперник Счёт                                                   | Соперник Счёт                                     | Соперник Счёт                                          | Соперник Счёт                                              | Соперник Счёт                                                      | Место                 |
| --------------------------------------- | --------- | ---------------------------------------------------------- | ------------------------------------------------------------ | ----------------------------------------------------------- | -------------- | --------------------------------------------------------------- | ------------------------------------------------- | ------------------------------------------------------ | ---------------------------------------------------------- | ------------------------------------------------------------------ | --------------------- |
| Дэниел Диринг Сэм Шахтер                | Мужчины   | CZEОндрей Перушич / Давид Швайнер П 0–2 (17–21, 19–21)     | BRAЭвандро Оливейра / Артур Ланси П 0–2 (13–21, 16–21)       | AUTЮлиан Хёрл / Александер Хорст В 2–0 (21–16, 21–15)       | 3 q            | CHIМарко Гримальт / Эстебан Гримальт П 0–2 (1–21, 0–21) INJ     | завершили выступление                             | завершили выступление                                  | завершили выступление                                      | завершили выступление                                              | завершили выступление |
| Мелисса Хумана-Паредес Бренди Уилкерсон | Женщины   | PARХьюлиана Полетти / Мичель Вальенте В 2–0 (21–16, 21–12) | SUIЭсме Бёбнер / Зоэ Верже-Депре П 1–2 (18–21, 21–13, 11–15) | LATТина Граудиня / Анастасия Самойлова П 0–2 (14–21, 20–22) | 3 q            | CZEБарбора Германнова / Мари-Сара Штохлова В 2–0 (21–15, 21–12) | USAКристин Нусс / Тарин Клот В 2–0 (21–19, 21–18) | ESPДаниэла Альварес / Таня Морено В 2–0 (21–18, 21–18) | SUIТаня Хюберли / Нина Бруннер В 2–1 (14–21, 22–20, 15–12) | BRAЭдуарда Лижбоа / Ана Патрисия Рамос П 1–2 (24–26, 21–12, 10–15) | 2                     |
| Хизер Бэнсли Софи Буковец               | Женщины   | USAКристин Нусс / Тарин Клот П 0–2 (17–21, 14–21)          | CHNСюэ Чэнь / Ся Синьи П 0–2 (15–21, 19–21)                  | AUSТалика Клэнси / Мариаф П 0–2 (10–21, 16–21)              | 4              | завершили выступление                                           | завершили выступление                             | завершили выступление                                  | завершили выступление                                      | завершили выступление                                              | завершили выступление |

## Прыжки в воду
Канада завоевала три места на участие в личных соревнованиях по результатам Чемпионата мира по водным видам спорта 2023 года в Фукуоке, Япония: на 10-метровой вышке у мужчин и женщин и на 3-метровом трамплине у женщин. Еще три места Канада получила на Чемпионате мира по водным видам спорта 2024 года в Дохе, Катар и одно на 10-метровой вышке у женщин в результате перераспределения квот.
| Спортсмен                       | Дисциплина                           | Квалификация | Квалификация | Полуфинал             | Полуфинал             | Финал                 | Финал                 |
| Спортсмен                       | Дисциплина                           | Баллы        | Место        | Баллы                 | Место                 | Баллы                 | Место                 |
| ------------------------------- | ------------------------------------ | ------------ | ------------ | --------------------- | --------------------- | --------------------- | --------------------- |
| Натан Жомбор-Маррей             | Мужчины 10-метровая вышка            | 407,20       | 10 Q         | 410,80                | 10 Q                  | 404,90                | 10                    |
| Райлан Винс                     | Мужчины 10-метровая вышка            | 485,25       | 3 Q          | 468,40                | 5 Q                   | 445,60                | 7                     |
| Марго Эрлам                     | Женщины 3-метровый трамплин          | 258,30       | 22           | завершила выступление | завершила выступление | завершила выступление | завершила выступление |
| Кэли Маккей                     | Женщины 10-метровая вышка            | 324,90       | 3 Q          | 308,85                | 7 Q                   | 364,50                | 4                     |
| Кейт Миллер                     | Женщины 10-метровая вышка            | 266,30       | 20           | завершила выступление | завершила выступление | завершила выступление | завершила выступление |
| Райлан Винс Натан Жомбор-Маррей | Мужчины 10-метровая вышка синхронные | —            | —            | —                     | —                     | 422,13                | 3                     |
| Кэли Маккей Кейт Миллер         | Женщины 10-метровая вышка синхронные | —            | —            | —                     | —                     | 299,22                | 4                     |

## Прыжки на батуте
Канада завоевала одно квотное место в соревнование женщин, заняв место в первой восьмерке на Чемпионате мира по прыжкам на батуте в Бирмингеме, Великобритания. 
| Спортсмен   | Дисциплина | Квалификация | Квалификация | Финал  | Финал |
| Спортсмен   | Дисциплина | Баллы        | Место        | Баллы  | Место |
| ----------- | ---------- | ------------ | ------------ | ------ | ----- |
| Софиан Мето | Женщины    | 54,640       | 8            | 55,650 | 3     |

## Регби-7
Женская команда Канады по регби-7 завоевали право на участие в олимпийском турнире, победив на Североамериканском квалификационных турнирах 2023 года в Лэнгфорде, Канада.
| Команда | Соревнование   | Групповая стадия | Групповая стадия      | Групповая стадия | Групповая стадия | Четвертьфиналы  | Полуфиналы        | Финал / Матч за 3 место | Финал / Матч за 3 место |
| Команда | Соревнование   | Соперник Счёт    | Соперник Счёт         | Соперник Счёт    | Место            | Соперник Счёт   | Соперник Счёт     | Соперник Счёт           | Место                   |
| ------- | -------------- | ---------------- | --------------------- | ---------------- | ---------------- | --------------- | ----------------- | ----------------------- | ----------------------- |
| Канада  | Женский турнир | Фиджи В 17–14    | Новая Зеландия П 7–33 | Китай В 26–17    | 2 Q              | Франция В 19–14 | Австралия В 21–12 | Новая Зеландия П 12–19  | 2                       |

### Женский турнир
Состав команды
Состав команды был объявлен 10 июля 2024 года.
Тренер:  Джек Ханратти
- Кэролайн Кроссли[англ.]
- Оливия Эппс[англ.]
- Алиша Корриган[англ.]
- Азия Хоган-Рочестер[англ.]
- Хлоя Дэниелс[англ.]
- Черити Уильямс
- Флоренс Саймондс[англ.]
- Карисса Норстен[англ.]
- Крисси Скарфилд[англ.]
- Фэнси Бермудес[англ.]
- Пайпер Логан[англ.]
- Кеяра Уордли[англ.]
- Тэйлор Перри[англ.]
- Шалайя Валенсуела[англ.]

Групповой этап
| Место | Сборная        | И | В | Н | П | ОЗ  | ОП | +/- | Очки |
| ----- | -------------- | - | - | - | - | --- | -- | --- | ---- |
| 1     | Новая Зеландия | 3 | 3 | 0 | 0 | 114 | 19 | +95 | 9    |
| 2     | Канада         | 3 | 2 | 0 | 1 | 50  | 64 | -14 | 7    |
| 3     | Китай          | 3 | 1 | 0 | 2 | 62  | 81 | -19 | 5    |
| 4     | Фиджи          | 3 | 0 | 0 | 3 | 33  | 95 | -62 | 3    |

| 28 июля 2024 17:30 | \| Фиджи \| 14:17 Протокол \| Канада \| | Стад-де-Френс, Париж Судьи: Крейг Чан (Гонконг) |
| Фиджи              | 14:17 Протокол                          | Канада                                          |

| 28 июля 2024 21:30 | \| Новая Зеландия \| 33:7 Протокол \| Канада \| | Стад-де-Френс, Париж Судьи: Джордже Шелвуд (Великобритания) |
| Новая Зеландия     | 33:7 Протокол                                   | Канада                                                      |

| 29 июля 2024 16:00 | \| Канада \| 26:17 Протокол \| Китай \| | Стад-де-Френс, Париж Судьи: Финлей Браун (Великобритания) |
| Канада             | 26:17 Протокол                          | Китай                                                     |

Четвертьфинал
| 29 июля 2024 22:00 | \| Франция \| 14:19 Протокол \| Канада \| | Стад-де-Френс, Париж Судьи: Кэт Руч (США) |
| Франция            | 14:19 Протокол                            | Канада                                    |

Полуфинал
| 30 июля 2024 16:00 | \| Канада \| 21:12 Протокол \| Австралия \| | Стад-де-Френс, Париж Судьи: Джордже Шелвуд (Великобритания) |
| Канада             | 21:12 Протокол                              | Австралия                                                   |

Финал
| 30 июля 2024 19:45 | \| Новая Зеландия \| 19:12 Протокол \| Канада \| | Стад-де-Френс, Париж Судьи: Кэт Роч (США) |
| Новая Зеландия     | 19:12 Протокол                                   | Канада                                    |

## Сёрфинг
Канада завоевала одно место в женские соревнования сёрферов на Панамериканских играх 2023 года в Чили.
| Спортсмен          | Категория | 1 раунд | 1 раунд | 2 раунд                      | 3 раунд               | Четвертьфинал         | Полуфинал             | Финал / За 3 место    | Финал / За 3 место    |
| Спортсмен          | Категория | Счёт    | Место   | Соперник Результат           | Соперник Результат    | Соперник Результат    | Соперник Результат    | Соперник Результат    | Место                 |
| ------------------ | --------- | ------- | ------- | ---------------------------- | --------------------- | --------------------- | --------------------- | --------------------- | --------------------- |
| Саноа Дампфль-Олен | Женщины   | 4,83    | 3 R2    | BRAТайна Хинкель П 6,30–7,10 | завершила выступление | завершила выступление | завершила выступление | завершила выступление | завершила выступление |

## Синхронное плавание
Канада завоевала право выставить команду и дуэт в олимпийском турнире по синхронному плаванию по итогам Чемпионата мира по водным видам спорта 2024 года в Дохе, Катар.
| Спортсмен | Дисциплина | Техническая программа | Техническая программа | Произвольная программа | Произвольная программа | Акробатическая программа | Акробатическая программа | Сумма    | Сумма |
| Спортсмен | Дисциплина | Баллы                 | Место                 | Баллы                  | Место                  | Баллы                    | Место                    | Баллы    | Место |
| --- | ---------- | --------------------- | --------------------- | ---------------------- | ---------------------- | ------------------------ | ------------------------ | -------- | ----- |
| Одри Ламот Жаклин Симоно                                                                                       | Дуэты      | 201,5167              | 15                    | 290,9103               | 3                      | —                        | —                        | 492,4270 | 9     |
| Одри Ламот Жаклин Симоно Скарлетт Финн Джонни Ньюман Рафаэлла Плант Кензи Придделл Клер Шеффел Флоранс Трембле | Команды    | 262,4808              | 7                     | 343,6854               | 5                      | 253,0567                 | 6                        | 859.2229 | 6     |

## Скейтбординг
Канада получила три места в мужские соревнования в дисциплине стрит и одно место в женские соревнования в дисциплине парк на основании Олимпийского рейтинга OWSR.
| Спортсмен       | Дисциплина    | Заезд  | Заезд | Финал                 | Финал                 |
| Спортсмен       | Дисциплина    | Счет   | Место | Счет                  | Место                 |
| --------------- | ------------- | ------ | ----- | --------------------- | --------------------- |
| Кордано Расселл | Стрит мужчины | 263,87 | 7 Q   | 211,80                | 7                     |
| Мэтт Бергер     | Стрит мужчины | 230,44 | 11    | завершил выступление  | завершил выступление  |
| Райан Деценцо   | Стрит мужчины | 116,69 | 18    | завершил выступление  | завершил выступление  |
| Фэй Эберт       | Парк Женщины  | 51,82  | 20    | завершила выступление | завершила выступление |

## Стрельба
Канада завоевала два квотных места для участия в соревнованиях стрелков по итогам Панамериканских игр 2023 года в Сантьяго, Чили и одно место на Чемпионате Америки по пулевой стрельбе 2024 года в Буэнос-Айресе, Аргентина. Еще одну квоту Канада получила благодаря квалификации стрелков в других дисциплинах согласно правилам ISSF.
Мужчины
| Спортсмен         | Дисциплина                            | Квалификация | Квалификация | Финал                | Финал                |
| Спортсмен         | Дисциплина                            | Баллы        | Место        | Баллы                | Место                |
| ----------------- | ------------------------------------- | ------------ | ------------ | -------------------- | -------------------- |
| Тай Икеда         | Винтовка из трёх положений, 50 метров | 575-26x      | 42           | завершил выступление | завершил выступление |
| Тай Икеда         | Пневматическая винтовка, 10 метров    | 617,4        | 48           | завершил выступление | завершил выступление |
| Мишель Эсерситато | Пневматический пистолет, 10 м         | 575-13x      | 17           | завершил выступление | завершил выступление |

Женщины
| Спортсмен       | Дисциплина                            | Квалификация | Квалификация | Финал                 | Финал                 |
| Спортсмен       | Дисциплина                            | Баллы        | Место        | Баллы                 | Место                 |
| --------------- | ------------------------------------- | ------------ | ------------ | --------------------- | --------------------- |
| Шэннон Уэстлейк | Винтовка из трёх положений, 50 метров | 567-16x      | 32           | завершила выступление | завершила выступление |

## Стрельба из лука
Канада получила одно место в мужской личный турнир по результатам Чемпионате мира по стрельбе из лука 2023 года в Берлине, Германия и одно место в женский турнир на Панамериканском континентальном квалификационном турнире 2024 года в Медельине, Колумбия, после чего получила право автоматически выставить команду в миксте.
| Спортсмен                 | Дисциплина                        | Предварительный раунд | Предварительный раунд | 1/64                     | 1/32                   | 1/16                   | Четвертьфиналы        | Полуфиналы            | Финал / За 3 место    | Финал / За 3 место    |
| Спортсмен                 | Дисциплина                        | Результат             | Посев                 | Соперник Счет            | Соперник Счет          | Соперник Счет          | Соперник Счет         | Соперник Счет         | Соперник Счет         | Место                 |
| ------------------------- | --------------------------------- | --------------------- | --------------------- | ------------------------ | ---------------------- | ---------------------- | --------------------- | --------------------- | --------------------- | --------------------- |
| Эрик Петерс               | Мужчины индивидуальное первенство | 659                   | 36                    | KAZИльфат Абдуллин В 6–4 | INDД.Боммадевара В 6–5 | ITAМауро Несполи П 2–6 | завершил выступление  | завершил выступление  | завершил выступление  | завершил выступление  |
| Виржини Шенье             | Женщины индивидуальное первенство | 649                   | 33                    | INAРезза Октавия П 2–6   | завершила выступление  | завершила выступление  | завершила выступление | завершила выступление | завершила выступление | завершила выступление |
| Эрик Петерс Виржини Шенье | Микст                             | 1308                  | 20                    | —                        | —                      | завершили выступление  | завершили выступление | завершили выступление | завершили выступление | завершили выступление |

## Теннис
Канада получила по два места в одиночные и одному месту в парные турниры у мужчин и женщин по рейтингу ATP и WTA соответственно, а также одно место в миксте согласно суммарному олимпийскому рейтингу.
| Спортсмен                              | Дисциплина        | 1/32 финала                                      | 1/16 финала                                | 1/8 финала                                      | Четвертьфиналы                                    | Полуфиналы                                  | Финал / За 3 место                         | Финал / За 3 место    |
| Спортсмен                              | Дисциплина        | Соперник Счёт                                    | Соперник Счёт                              | Соперник Счёт                                   | Соперник Счёт                                     | Соперник Счёт                               | Соперник Счёт                              | Место                 |
| -------------------------------------- | ----------------- | ------------------------------------------------ | ------------------------------------------ | ----------------------------------------------- | ------------------------------------------------- | ------------------------------------------- | ------------------------------------------ | --------------------- |
| Феликс Оже-Альяссим                    | Мужчины одиночный | USAМаркос Гирон В 6–1, 6–4                       | GERМаксимилиан Мартерер В 6–0, 6–1         | AINДаниил Медведев В 6–3, 7–6(7–5)              | NORКаспер Рууд В 6–4, 6–7(8–10), 6–3              | ESPКарлос Алькарас П 1–6, 1–6               | ITAЛоренцо Музетти П 4–6, 6–1, 3–6         | 4                     |
| Милош Раонич                           | Мужчины одиночный | GERДоминик Кёпфер П 7–6(7–2), 6–7(5–7), 6–7(1–7) | завершил выступление                       | завершил выступление                            | завершил выступление                              | завершил выступление                        | завершил выступление                       | завершил выступление  |
| Феликс Оже-Альяссим Милош Раонич       | Мужчины парный    | —                                                | USAТейлор Фриц Томми Пол П 6–7(14–16), 4–6 | завершили выступление                           | завершили выступление                             | завершили выступление                       | завершили выступление                      | завершили выступление |
| Лейла Фернандес                        | Женщины одиночный | CZEКаролина Мухова В 6–1, 4–6, 6–2               | ESPКристина Букша В 7–6(7–4), 6–3          | GERАнжелика Кербер П 4–6, 3–6                   | завершила выступление                             | завершила выступление                       | завершила выступление                      | завершила выступление |
| Бьянка Андрееску                       | Женщины одиночный | DENКлара Таусон В 6–2, 6–3                       | CROДонна Векич П 3–6, 4–6                  | завершила выступление                           | завершила выступление                             | завершила выступление                       | завершила выступление                      | завершила выступление |
| Лейла Фернандес Габриэла Дабровски     | Женщины парный    | —                                                | FRAКлара Бюрель Варвара Грачёва В 6–1, 7–5 | AINМирра Андреева Диана Шнайдер П 4–6, 0–6      | завершили выступление                             | завершили выступление                       | завершили выступление                      | завершили выступление |
| Феликс Оже-Альяссим Габриэла Дабровски | Микст             | —                                                | —                                          | GBRДжо Солсбери Хезер Уотсон В 7–5, 4–6, [10–3] | USAТейлор Фриц Кори Гауфф В 7–6(7–2), 3–6, [10–8] | CZEТомаш Махач Катерина Синякова П 3–6, 3–6 | NEDУэсли Колхоф Деми Схюрс В 6–3, 7–6(7–2) | 3                     |

## Триатлон
Канада получила два квотных места в соревнования мужчин и одно в соревнования женщин в соответствии с Мировым индивидуальным рейтингом World Triathlon.
Личное
| Спортсмен        | Категория | Время             | Время     | Время             | Время     | Время       | Время   | Место |
| Спортсмен        | Категория | Плавание (1,5 км) | Переход 1 | Велосипед (40 км) | Переход 2 | Бег (10 км) | Всего   | Место |
| ---------------- | --------- | ----------------- | --------- | ----------------- | --------- | ----------- | ------- | ----- |
| Тайлер Миславчук | Мужчины   | 20.49             | 0.51      | 51.45             | 0.25      | 30.35       | 1:44.25 | 9     |
| Шарль Паке       | Мужчины   | 21.16             | 0.53      | 51.16             | 0.26      | 30.46       | 1:44.37 | 13    |
| Эми Лего         | Женщины   | 24.04             | 0.56      | 1:00.40           | 0.32      | 35.42       | 2:01.54 | 35    |

## Тхэквондо
Канада завоевала по одному месту в женском турнире в соответствии с рейтингом WT и на Панамериканском квалификационном турнире 2024 года в Санто-Доминго, Доминиканская Республика.
| Спортсмен      | Дисциплина       | 1/8 финала                           | Четвертьфиналы                 | Полуфиналы            | Утеш. поединки                           | Финал/За 3 место                | Финал/За 3 место      |
| Спортсмен      | Дисциплина       | Соперник Результат                   | Соперник Результат             | Соперник Результат    | Соперник Результат                       | Соперник Результат              | Место                 |
| -------------- | ---------------- | ------------------------------------ | ------------------------------ | --------------------- | ---------------------------------------- | ------------------------------- | --------------------- |
| Йосипа Кафадар | Женщины до 49 кг | CROЛена Стойкович П 0–2 (0–0, 5–6)   | завершила выступление          | завершила выступление | завершила выступление                    | завершила выступление           | завершила выступление |
| Скайлар Парк   | Женщины до 57 кг | CZEДоминика Хронова В 2–0 (6–2, 4–3) | KORКим Ю Чжин П 0–2 (6–7, 5–9) | —                     | TURХатидже Кюбра Ильгюн В 2–0 (6–2, 3–2) | LBNЛетиция Аун В 2–0 (0–0, 4–2) | 3                     |

## Тяжёлая атлетика
Канада получила по одному месту в мужских и женских соревнованиях в соответствии с олимпийским рейтингом IWF.
| Спортсмен     | Категория        | Рывок     | Рывок | Толчок    | Толчок | Всего | Место |
| Спортсмен     | Категория        | Результат | Место | Результат | Место  | Всего | Место |
| ------------- | ---------------- | --------- | ----- | --------- | ------ | ----- | ----- |
| Боади Сантави | Мужчины до 89 кг | 163       | 9     | NM        | NM     | DNF   | DNF   |
| Мод Шаррон    | Женщины до 59 кг | 106       | 2     | 130       | 2      | 236   | 2     |

## Фехтование
Канада получил по рейтингу FEI право выставить команду и трех участников в мужской и женской рапире, а также в мужской сабле. В трех оставшихся дисциплинах Канада получила по одному индивидуальному месту: в женской сабле по рейтингу FEI, в мужской шпаге после победы на Зональном турнире Америки 2024 года в Сан-Хосе, Коста-Рика, и в женской шпаге через перераспределение квот.
| Спортсмен                                                         | Дисциплина             | 1/32 финала                  | 1/16 финала                   | 1/8 финала                      | Четвертьфинал                | Полуфинал                       | Финал / За 3 место            | Финал / За 3 место    |
| Спортсмен                                                         | Дисциплина             | Соперник Счет                | Соперник Счет                 | Соперник Счет                   | Соперник Счет                | Соперник Счет                   | Соперник Счет                 | Место                 |
| ----------------------------------------------------------------- | ---------------------- | ---------------------------- | ----------------------------- | ------------------------------- | ---------------------------- | ------------------------------- | ----------------------------- | --------------------- |
| Николас Чанг                                                      | Мужчины шпага          | VENГабриэл Луго П 11–15      | завершил выступление          | завершил выступление            | завершил выступление         | завершил выступление            | завершил выступление          | завершил выступление  |
| Блейк Броcус                                                      | Мужчины рапира         | ISVКруз Шембри В 15–8        | ITAТоммазо Марини П 9–15      | завершил выступление            | завершил выступление         | завершил выступление            | завершил выступление          | завершил выступление  |
| Даниэль Гу                                                        | Мужчины рапира         | CPVВиктор Альварес В 15–9    | HKGЭдгар Чён П 5–15           | завершил выступление            | завершил выступление         | завершил выступление            | завершил выступление          | завершил выступление  |
| Максимильен ван Хастер                                            | Мужчины рапира         | —                            | ITAГийом Бьянки П 4–15        | завершил выступление            | завершил выступление         | завершил выступление            | завершил выступление          | завершил выступление  |
| Блейк Броcус Даниэль Гу Максимильен ван Хастер Богдан Хэмилтон(*) | Мужчины рапира команды | —                            | —                             | —                               | Япония · П 26–45             | За 5-8 места · Китай · П 32–45  | За 7 место · Египет · В 45–38 | 7                     |
| Фарес Арфа                                                        | Мужчины сабля          | —                            | HUNАрон Силадьи В 15–8        | FRAБоладе Апити В 15–8          | KORО Сан Ук П 13–15          | завершил выступление            | завершил выступление          | завершил выступление  |
| Франсуа Кошон                                                     | Мужчины сабля          | ARGПаскуаль ди Телла П 13–15 | завершил выступление          | завершил выступление            | завершил выступление         | завершил выступление            | завершил выступление          | завершил выступление  |
| Шауль Гордон                                                      | Мужчины сабля          | —                            | ITAЛуиджи Самеле П 10–15      | завершил выступление            | завершил выступление         | завершил выступление            | завершил выступление          | завершил выступление  |
| Фарес Арфа Франсуа Кошон Шауль Гордон Оливье Дерозье(*)           | Мужчины сабля команды  | —                            | —                             | —                               | Республика Корея · П 33–45   | За 5-8 места · Египет · П 41–45 | За 7 место · США · П 43–45    | 8                     |
| Жуйэнь Сяо                                                        | Женщины шпага          | —                            | BRAНатали Мёлльхаузен В 15–11 | UKRЕлена Кривицкая П 14–15      | завершила выступление        | завершила выступление           | завершила выступление         | завершила выступление |
| Джессика Гуо                                                      | Женщины рапира         | —                            | CHIАранца Иностроза В 15–7    | USAЛорен Скраггс П 11–15        | завершила выступление        | завершила выступление           | завершила выступление         | завершила выступление |
| Элеанор Харви                                                     | Женщины рапира         | —                            | CHNВан Юйтин В 12–8           | POLЮлия Вальчик-Климашик В 15–6 | ITAМартина Фаваретто В 15–14 | USAЛорен Скраггс П 9–15         | ITAАличе Вольпи В 15–12       | 3                     |
| Юньцзя Чжан                                                       | Женщины рапира         | —                            | CHNЧэнь Цинюань В 15–7        | HUNФлора Пастор П 5–15          | завершила выступление        | завершила выступление           | завершила выступление         | завершила выступление |
| Джессика Гуо Элеанор Харви Юньцзя Чжан                            | Женщины рапира команды | —                            | —                             | —                               | Франция · В 38–36            | США · П 31–45                   | Япония · П 32–33              | 4                     |
| Памела Бринд'Амур                                                 | Женщины сабля          | —                            | GREТеодора Гунтура П 3–15     | завершила выступление           | завершила выступление        | завершила выступление           | завершила выступление         | завершила выступление |

- – запасные спортсмены, принимавшие участие в командных соревнованиях

## Футбол
Женская сборная Канады по футболу завоевало право участвовать в олимпийском турнире, выиграв у Ямайки в серии плей-офф зоны КОНКАКАФ.
| Команда | Соревнование   | Групповая стадия       | Групповая стадия | Групповая стадия | Групповая стадия | Четвертьфиналы          | Полуфиналы            | Финал / За 3 место    | Финал / За 3 место    |
| Команда | Соревнование   | Соперник Счёт          | Соперник Счёт    | Соперник Счёт    | Место            | Соперник Счёт           | Соперник Счёт         | Соперник Счёт         | Место                 |
| ------- | -------------- | ---------------------- | ---------------- | ---------------- | ---------------- | ----------------------- | --------------------- | --------------------- | --------------------- |
| Канада  | Женский турнир | Новая Зеландия · В 2–1 | Франция · В 2–1  | Колумбия · В 1–0 | 2 Q              | Германия · П 0–0 2–4ПЕН | завершила выступление | завершила выступление | завершила выступление |

### Женский турнир
Состав команды
Состав команды был объявлен 1 июля 2024 года.
Тренер:  Энди Спенс
| №  | Позиция | Игрок              | Дата рождения / возраст   | Матчи | Голы | Клуб                |
| -- | ------- | ------------------ | ------------------------- | ----- | ---- | ------------------- |
| 1  | Вр      | Кайлин Шеридан     | 16 июль 1995 (29 лет)     |       |      | Сан Диего Вэйв      |
| 2  | Защ     | Габриель Карль     | 12 октябрь 1998 (25 лет)  |       |      | Вашингтон Спирит    |
| 3  | Защ     | Кадейша Бьюкенен   | 5 ноябрь 1995 (28 лет)    |       |      | Челси               |
| 4  | Нап     | Эвелин Вьенс       | 6 февраль 1997 (27 лет)   |       |      | Рома                |
| 5  | ПЗ      | Ребекка Куинн      | 11 август 1995 (28 лет)   |       |      | Сиэтл Рейн          |
| 6  | Нап     | Клу Лакасс         | 7 июль 1993 (31 лет)      |       |      | Арсенал             |
| 7  | Защ     | Джулия Гроссо      | 29 август 2000 (23 лет)   |       |      | Ювентус             |
| 8  | Защ     | Джейд Ривьер       | 22 январь 2001 (23 лет)   |       |      | Манчестер Юнайтед   |
| 9  | Нап     | Джордин Уитема     | 8 май 2001 (23 лет)       |       |      | Сиэтл Рейн          |
| 10 | Защ     | Эшли Лоуренс       | 11 июнь 1995 (29 лет)     |       |      | Челси               |
| 11 | Нап     | Адриана Леон       | 2 октябрь 1992 (31 лет)   |       |      | Астон Вилла         |
| 12 | Защ     | Джейд Роуз         | 12 февраль 2003 (21 лет)  |       |      | Гарвард Кримсон     |
| 13 | ПЗ      | Сими Авуджо        | 23 сентябрь 2003 (20 лет) |       |      | ЮСК Троянс          |
| 14 | Защ     | Ванесса Жиль       | 11 март 1996 (28 лет)     |       |      | Лион                |
| 15 | Нап     | Нишелль Принс      | 19 февраль 1995 (29 лет)  |       |      | Канзас Сити Каррент |
| 16 | Нап     | Джанин Бекки       | 20 август 1994 (29 лет)   |       |      | Портленд Торнс      |
| 17 | Нап     | Джесси Флеминг (К) | 11 март 1998 (26 лет)     |       |      | Портленд Торнс      |
| 18 | Вр      | Сабрина Д’Анджело  | 11 май 1993 (31 лет)      |       |      | Арсенал             |
| 20 | Защ     | Шелина Задорски    | 24 октябрь 1992 (31 лет)  |       |      | Вест Хэм            |

Групповой этап
| Поз | Команда        | И | В | Н | П | МЗ | МП | РМ | О | Квалификация     |
| --- | -------------- | - | - | - | - | -- | -- | -- | - | ---------------- |
| 1   | Франция (Х)    | 3 | 2 | 0 | 1 | 6  | 5  | +1 | 6 | Выход в плей-офф |
| 2   | Канада         | 3 | 3 | 0 | 0 | 5  | 2  | +3 | 3 | Выход в плей-офф |
| 3   | Колумбия       | 3 | 1 | 0 | 2 | 4  | 4  | 0  | 3 | Выход в плей-офф |
| 4   | Новая Зеландия | 3 | 0 | 0 | 3 | 2  | 6  | −4 | 0 |                  |

1. ↑  27 июля 2024 года Канада была лишена 6 очков на групповом этапе после скандала, связанного с незаконной слежкой с помощью дрона за официальной тренировкой Новой Зеландии накануне 1-го тура[11].

| Канада                    | 2:1     | Новая Зеландия |
| ------------------------- | ------- | -------------- |
| Лакассе 45+4′ · Вьенс 79′ | (отчёт) | Бэрри 13′      |

| Франция    | 1:2     | Канада                    |
| ---------- | ------- | ------------------------- |
| Катото 42′ | (отчёт) | Флеминг 58′ · Жиле 90+12′ |

| Колумбия | 0:1     | Канада   |
| -------- | ------- | -------- |
|          | (отчёт) | Жиле 61′ |

Четвертьфинал
| Канада                           | 0:0 (доп. вр.) | Германия                                 |
| -------------------------------- | -------------- | ---------------------------------------- |
|                                  | (отчёт)        |                                          |
| Пенальти                         |                |                                          |
| - Квинн · Лоуренс · Леон · Бекки | 2:4            | - Гвинн · Минге · Ломанн · Раух · Бергер |